# Storia della metrica greca
La storia della metrica greca antica va dalle prime attestazioni poetiche sino all'epoca tarda.

## Esametro

### Antico esametro dattilico in Omero

Struttura base dell'esametro dattilico

L'esametro dattilico è il verso più utilizzato nella poesia antica, sia greca che latina. Basti tener presente che questo è il verso caratteristico dei poemi epici di Omero, Esiodo, Apollonio Rodio, Quinto Ennio, Lucrezio, Virgilio, Ovidio, Marco Anneo Lucano, ecc., e dell'elegia di Tirteo, Archiloco, Mimnermo, Solone, Senofane, Catullo, Properzio, Tibullo, Ovidio, dove si alternano una coppia un esametro pieno e un pentametro dattilico, per formare il distico. Nell'ambito della letteratura latina l'esametro fu usato, a differenza del greco, anche per la satira, come nelle opere di Lucilio, Orazio, Persio e Giovenale.

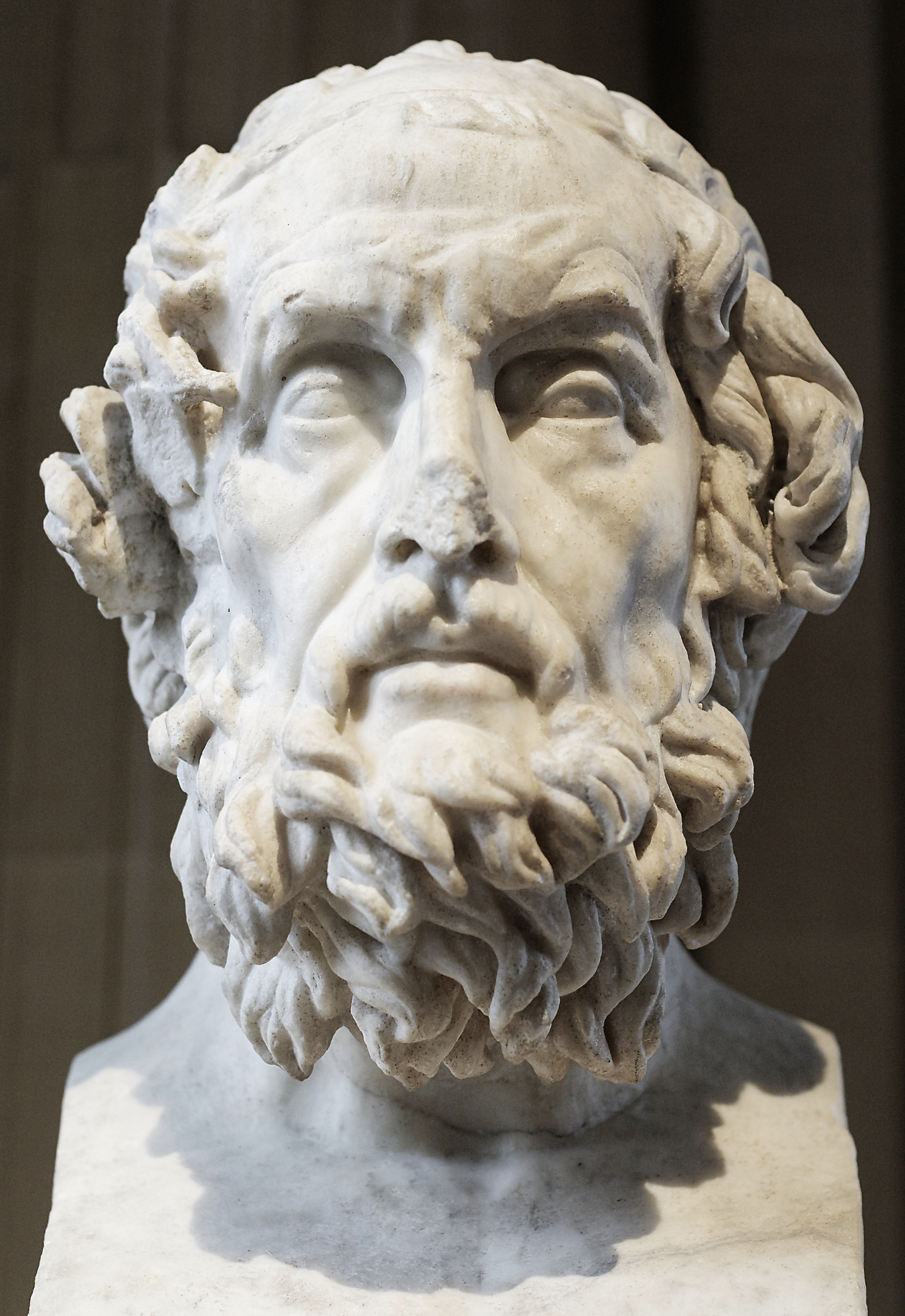
Ritratto immaginario di Omero, copia romana del II secolo d.C. di un'opera greca del II secolo a.C. Conservato al Museo del Louvre di Parigi.

Il termine esametro, da ἔξ (numero 6) + μέτρον (misura, piede) dattilico, suggerisce una sequenza di sei dattili. In realtà l'esametro dattilico è costituito da 5 dattili, e da un piede finale costituito da due sillabe, la prima delle quali è sempre lunga, mentre la seconda può essere indifferentemente lunga o breve. L'ultimo piede dunque non è un dattilo — ∪ ∪, ma può essere uno spondeo — — oppure un trocheo — ∪.
Si può anche dire che l'esametro dattilico di per sé, è catalettico; vale la pena ricordare che in tutti i tipi di verso la quantità dell'ultima sillaba è indifferentemente lunga o breve, visto che la durata dell'ultima sillaba non può avere sul ritmo del verso che ormai si è già concluso. Si nota che i primi 5 piedi dello schema non sono rappresentati rigorosamente da semplici dattili  — ∪ ∪, come suggerisce l'aggettivo "dattilico"; ciascuno dei 5 piedi infatti può essere costituito indifferentemente da un dattilo o da uno spondeo, a seconda della lunghezza della vocale della sillaba. Ciò significa che il numero totale delle sillabe di un esametro può variare da un minimo di 12, quando in tutte le sedi è presente solo lo spondeo (qui l'esametro è definito "olospondaico"), a un massimo di 17 sillabe, quando in tutte le sedi è presente un dattilo, e in tal caso l'esametro è detto "olodattilico".
Lo spondeo in 5a sede è piuttosto raro, in tal caso l'esametro è detto "spondaico"; le possibili successioni di lunghe e brevi, nelle varie combinazioni di dattili-spondei, sono 32 ({\displaystyle 2^{5}}), se poi si vuol tenere conto anche dell'ultima sillaba lunga o breve, le possibili successioni saranno addirittura 64 ({\displaystyle 2^{6}}). Queste caratteristiche fanno sì che l'esametro dattilico sia il verso più impegnativo da analizzare, benché apparentemente sembri uno dei più semplici della metrica poetica. Esclusi i casi di esametro olospondaico e olodattilico, in cui l'assegnazione del valore di lunga o breve è obbligato in tutte le sillabe, in tutti gli altri casi sarà necessario stabilire correttamente in base ad analisi prosodica il valore delle singole sillabe, ad eccezione della prima e della penultima, che sono comunque lunghe.
Se per esempio un esametro risulta composto da 13 sillabe si può dedurre che è costituito da un dattilo e da 5 spondei, ma solo l'analisi prosodica permetterà di stabilire con certezza quali siano le due sillabe brevi consecutive, che costituiscono il dattilo: in teoria potrebbero essere tutte, escluse appunto la prima e la penultima.
L'esametro dattilico non prevede cesure strutturali, cioè pause obbligate in sedi fisse, a differenza di quanto accade nel pentametro, il ritmo di questo verso è infatti il risultato della successione ininterrotta delle sillabe lunghe e brevi, di cui è composto. Si deve tuttavia tener presente che una recitazione espressiva, come doveva essere quella dei rapsodi e dei poeti antichi, certamente non poteva ridursi alla meccanica emissione di sillabe ritmicamente scandite come il battere di un metronomo. Basti pensare all'esecuzione di un brano musicale condotta sul ritmo meccanico di un metronomo, sarebbe probabilmente la peggiore interpretazione possibile del volere dell'autore, e di sicuro poco espressiva. La struttura del periodo e la necessità di conferire naturalezza alla recitazione dovevano suggerire l'opportunità di far sentire, in molti casi, delle brevi pause tra la fine di una parola e l'inizio della parola successiva.
Tali pause non dovevano essere vistose al punto da interrompere l'unità ritmica del verso, e corrisponderebbero in un certo qualmodo alle pause ritmiche del pentagramma moderno, anche se non si sa ancora il valore, come oggi lo si ha per una minima, una semiminima o una semibreve. Nella tradizione dei metricologi sono state individuate 5 posizioni preferenziali in cui tali pause sarebbero statisticamente più probabili, e sulla base di tali posizioni sono stati assegnati dei nomi a quelle che, comunemente sono dette "cesure", di cui la più nota è quella che taglia il verso perfettamente in due, la pentemimere.
Per la recitazione dell'esametro, i rapsodi antichi non si domandavano in quale posizione collocare la cesura, se si trattasse di tritemimera o eptemimera, ma cercavano probabilmente di conferire espressività e naturalezza alla recitazione, anche facendo sentire delle piccole pause all'interno del verso, nei punti più indicati dalla struttura del periodo, e dai nessi semantici e sintattici tra le singole parole.
Per ponte o zeugma (da non confondersi coll'omonima figura retorica) si intende un punto del verso in cui si evita di far terminare le parole. Nell'esametro, si possono riscontrare questi ponti:
1. Ponte di Hermann (dal nome del filologo che lo scoprì): c'è sempre ponte tra le due sillabe brevi del quarto piede. Nella poesia greca, le eccezioni sono rarissime; la poesia latina, invece, non lo rispetta.
2. Ponte di Hilberg: a partire dall'età ellenistica c'è ponte tra secondo e terzo piede dell'esametro, se il secondo piede è realizzato da uno spondeo.
3. Ponte centrale: mentre sono normali la cesura femminile o la pentemimera, si evita costantemente di far coincidere la fine del terzo piede con la fine di parola, per evitare l'impressione di un doppio trimetro.
4. Ponte di Naeke, o ponte bucolico: a partire dall'età ellenistica c'è ponte tra quarto e quinto piede dell'esametro, se il quarto piede è realizzato da uno spondeo.
5. Ponte di Tiedke-Meyer: a partire dall'età ellenistica si evita di avere fine di parola contemporaneamente dopo l'elemento lungo del quarto piede e dopo l'elemento lungo del quinto piede.
6. Il ponte è più o meno severo tra uno spondeo formato da una sola parola e il piede seguente. Questa regola è ferrea nel caso sia il terzo piede ad essere spondaico; non agisce invece se si tratta del primo piede.

Ecco degli esempi di scansione metrica in esametro dattilico dalle opere di Omero ed Esiodo. Per le particolarità e le sfumature di cui si è detto circa i dattili e gli spondei, ulteriori approfondimenti verranno nella descrizione della lingua omerica.
- Iliade (I, v.1)

Μῆνιν ἄειδε, θεά, Πηληϊάδεω- Ἀχιλῆος
- Odissea (I, v.1)

Ἄνδρα μοι ἔννεπε, Μοῦσα, πολύτροπον, ὃς μάλα πολλὰ
- Batracomiomachia (v. 1)

Ἀρχόμενος πρώτης σελίδος χορὸν ἐξ Ἑλικῶνος
- Teogonia (v. 1)

Μουσάων Ἑλικωνιάδων ἀρχώμεθ᾽ἀείδειν

### L'esametro in Omero

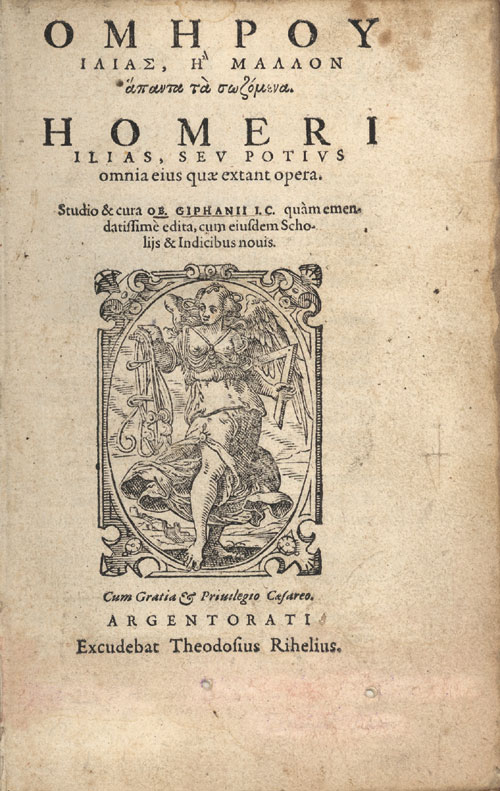
Frontespizio dell'edizione dell' Iliade di Theodosius Rihel, databile 1572 ca.

Il paragrafo espone i principali fenomeni metrici che si verificano nei poemi omerici.
- Abbreviamento in iato: Iliade, VI, 69 μιμνέτω ὥς κε πλεῖστα φέρων ἐπὶ νῆας ἵκηται. L'abbreviamento in iato avviene quando una vocale lunga, dittongo o trittongo (εῃ, εῳ), posto all'interno o a fine di parola, viene ad essere abbreviato, davanti a un'altra vocale.
Esempio: Odissea, I, 1:

Ἄνδρα μοι ἔννεπε, Μοῦσα, πολύτροπον, ὃς μάλα πολλὰ (lo iota di μοι è breve quando dovrebbe essere lungo). In fine di parola il fenomeno è comune nei bicipitia dei versi nell'epica (da cui il nome correptio epica), e nell'elegia arcaica, ma compare anche nei testi in esametro dell'elegia tarda, limitato qui però a ritmi con doppia breve, sia in dattili anapesti.
Sono interessati dal fenomeno gli anapesti non lirici del dramma attico (Euripide, Medea, v. 1085), e il tetrametro anapestico catalettico della commedia (Aristofane, Nuvole, v. 321), cola enopliaci, sia essa in docmi, coriambi, eolo-coriambi, ionici. Al di fuori dell'epica, abbreviamenti in iato avvengono anche nella commedia aristofanea.
- Nessi biconsonantici eccezionalmente trattati come monoconsonantici

- Iato: correptio attica, allungamenti vari di sillabe finali di parola.

L'allungamento di vocale avviene quando delle parole contengono la successione di tre o più vocali brevi:
- Iliade, V, 763: λυγρῶς πεπληγυῖα μάχης ἐξ ἀποδίωμαι;

- Iliade, V, 529: «ὦ φίλοι ἀνέρες ἔστε καὶ ἄλκιμον ἦτορ ἕλεσθε (ambedue le ε sono brevi); in questo caso la parola poteva trovare posto diverso nel verso, con normale allungamento dell'ultima sillaba, attraverso l'inizio consonantico del vocabolo successivo.

- Presenza di parola con sequenza cretica — ∪ — in Odissea, XIV, 159: ἱστίη τ' Ὀδυσῆος ἀμύμονος, ἣν ἀφικάνω

- - o con parole di forma coriambica  ∪ — — ∪, così un vocabolo frequente in Omero come Ἀπόλλωνα, che può trovare posto nel verso con la sua scansione normale, se si colloca la breve iniziale a fine di un dattilo, e si realizza come lunga la sillaba finale ponendola davanti a un nesso biconsonantico, come in Iliade, XV, 220 καὶ τότ᾽ Ἀπόλλωνα προσέφη νεφεληγερέτα Ζεύς (tutte e quattro le vocali lunghe); se l'alfa iniziale viene scandita come lunga, trova spazio in altre posizioni ad esempio, nel secondo e terzo metron del verso, come in:

- - Iliade, I, 86: οὐ μὰ γὰρ Ἀπόλλωνα Διῒ φίλον, ᾧ τε σὺ, Κάλχαν (ultima alfa di Ἀπόλλωνα è breve).

L'allungamento si verifica anche in altri casi in cui parole di forma non problematica, sillabe brevi occupano il posto di una lunga:
- Avviene dinanzi alla pentemimere di un verso: Odissea, X, 141: ναύλοχον ἐς λιμένα, καί τις θεὸς ἡγεμόνευεν.

- - Più raramente avviene a inizio del verso: Iliade, XXIII, 2: ἐπεὶ δὴ νῆάς τε καὶ Ἑλλήσποντον ἵκοντο.

In epoca antica questi versi erano stati catalogati come "stikoi akèfaloi" (ossia versi senza testa),l ossia con inizio incompleto  ∪ —; successivamente gli studiosi moderni, come Bruno Gentili, accettarono questo fatto, ipotizzando un'originalità poetica di Omero; si pensò all'uso in epica di esametri con la coda più breve (μύουροι, dalla coda di topo), ossia esametri in ultimo metron di forma  ∪ X (la X sta ad indicare l'uso sia di breve che di lunga, senza dattilo), sulla base del verso Iliade, XII, 208. Simili esametri cominciarono ad essere usati frequentemente dal I secolo d.C., in maniera simmetrica, come se i poeti volessero usare un gioco metrico, come nella Tragodopodagra di Luciano di Samosata, o tetrametri dattilici usati dallo gnostico Valentino (III secolo d.C.) per i Salmi, o paremiaci con la caratteristica ∪∪ — ∪∪ — ∪∪ ∪ —
- In alcuni elementi lunghi, sillabe finali chiuse con vocale breve, seguite da una parola con inizio apparentemente vocalico (ma in realtà sentita con inizio del caduto digamma *ϝ), sono scandite come vocali lunghe: Iliade, I, 108 ἐσθλὸν δ᾽ οὔτέ τί πω (*ϝ)εἶπας (*ϝ)ἔπος οὔτ᾽ ἐτέλεσσας; lo iato dunque qui è solo apparente nella pentemimere. Questo fenomeno si trova a volte anche nel primo biceps (Iliade, XVII, 142).

- Alcune parole con i nessi insoliti νδρ, μβρ, occorrono una spiegazione storica del mutamento morfologico della lingua greca antica; in epoca arcaica, quando il greco si stava formando dall'indoeuropeo, la liquida indoeuropea *r aveva valore vocalico, per cui in Iliade, XVI, 857 ὃν πότμον γοόωσα λιποῦσ᾽ ἀνδροτῆτα καὶ ἥβην: ἀνδροτῆτα va letto come nella forma arcaica *a-nr°-ta-ta.

Il verso epico per eccellenza è l'esametro dattilico, usato in Grecia da Omero ed Esiodo nell'VIII secolo a.C., poi da Apollonio Rodio nel III secolo a.C. e infine da Quinto Smirneo e Nonno di Panopoli tra il IV e il VI sec. d.C., per citare i principali. Come forma elettiva delle composizioni epiche, siano guerresche o didattiche, nella poesia latina viene adottato da Lucrezio, Virgilio, Ovidio, Valerio Flacco, Lucano, ecc.
L'esametro dattilico consta di una successione di sei misure (metra, al singolare metron), ciascuna costituita di 4 tempi:
- A1: 1oooo, 2oooo, 3oooo, 4oooo, 5oooo, 6oooo || -la doppia sbarra indica la fine del verso a rigo.

I primi 2 tempi di ciascuna misura sono sempre rappresentati da un'unica sillaba, detta lunga e rappresentata dal trattino —
- A2: 1-oo, 2-oo, 3-oo, 4-oo, 5-oo, 6-oo ||

Nella sesta misura gli ultimi due tempi sono sempre rappresentati da una sola sillaba, che può essere lunga (—) o breve (∪); questo si descrive dicendo che l'ultimo elemento di ciascun verso è indifferente. Spesso si adotta il simbolo ∪. Nella performance del recitatore o del cantore comunque questa sillaba è concepita come lunga
A3: 1-oo, 2-oo, 3-oo, 4-oo, 5oo, 6-∪ ||
Nelle prime 5 misure gli ultimi due tempi possono essere rappresentati tanto da due sillabe brevi, ciascuna rappresentata con ∪
- A4: 1-UU, 2-UU, 3-UU, 4-UU, 5-UU, 6-U ||

Quanto da una sillaba lunga, per indicare queste diverse possibilità si usa il simbolo ∪∪ (in latino biceps). Una prima e imperfetta descrizione del verso dell'esametro dattilico può essere questa:
A: -UU, -UU, -UU, -UU, -UU, -U || (nella maggior parte dei casi, la forma della penultima misura viene -UU)
Non basta però una successione di sillabe lunghe e brevi a fare un verso; un verso è dato non soltanto dall'osservanza della quantità lunga o breve delle sillabe, ma anche dall'osservanza di certe pause, coincidenti con fine di parola, e allo stesso tempo dall'evitare che la fine di parola casa in certe posizioni, soprattutto al centro del verso. Le pause che possono esse cesure o dieresi, sono indicare con il segno |. Le posizioni dove si evita la fine di parola, sono denominate dai moderni "ponti". La descrizione completa delle cesure e dei ponti secondo il Rossi:
- A: 1 —|Ū|Ū | 2 —|ŪŪ (89%)

- B: 3 —|Ū|Ū‿ + ‿ totale 4 —|ŪŪ (100%)

- C: 5 — Ū‿Ū 6 — Ū || (79%)

Spiegando:
- Tutti i versi omerici hanno fine di parola nell'area B, in coincidenza o della prima sillaba del terzo metro, o della seconda sillaba dello stesso metro, purché questa sia breve.
- I versi omerici tendenzialmente non hanno fine di parola in coincidenza con la fine del terzo metro, questo evita che il verso sia percepito come diviso in due parti uguali.
- La parte finale del verso (2 metri = 8 tempi) costituisce un'unità continua (simbolo ‿), che talvolta può essere anche più estesa, se comprende 2 o più tempi che precedono (simbolo ‿ totale allungato); nella recitazione questo comporta una performance più veloce e spesso in questa sezione del verso sono collocate delle espressioni di uso frequente, ossia l'epiteto formulare, o un intero verso di convenienza o topico, che viene varie volte ripetuto, utile sia per il carattere metrico, che per l'attività mnemonica del cantore.

Il verso strutturato nel modo illustrato di sopra, è uno strumento che consente:
- 1 di formalizzare agevolmente una sequenza narrativa, un discorso in prima persona, una descrizione ecc.
- 2: di memorizzare e recitare un testo anche di considerevole lunghezza, come i poemi omerici e della letteratura greca.

Non è necessario insistere sull'utilità del verso allo scopo di memorizzare e recitare. Invece è da sottolineare che tanto la tecnica di versificazione, quanto il discorso a espressioni di uso frequente (le formule), sono risorse fondamentali innanzitutto per comporre testi senza fare ricorso alla scrittura, da qui la tecnica dell'oralità. Nell'esecuzione ad alta voce l'apparente isocronismo di ciascun verso (24 tempi) risulta svariato in tre fattori:
- A - La possibilità di variare il numero delle sillabe, pur mantenendo un uguale numero di tempi, potendo realizzare la seconda metà di ciascuna misura tanto con due brevi (UU) quanto con una lunga (—).
- B - La possibilità di enfatizzare singole parole in corrispondenza delle pause, soprattutto in combinazione con l'altra risorsa appena descritta.
- C - Il ricordo all'enjambement, che è stato definito uno stile "generativo" della poesia.

Si considerino solo le opzioni A e B in relazione allo schema di sopra; il fatto che isocronismo (uguale numero di tempi) non significhi necessariamente isosillabismo (uguale numero di sillabe) combinato con le pause, permette di considerare il verso omerico quasi come una strofe in miniatura.
Esaminando i primi versi del I libero dell'Iliade (verso con pause metriche, scansione sottostante di sillabe lunghe e brevi e somma de dei tempi per ciascuna sezione):
- v 1: Μῆνιν ἄειδε| θεά | Πηληϊάδεω | Ἀχιλῆος ||  7 + 3 + 8 + 6

— UU — U | U — | — — UU — | UU — U ||
- v 2: οὐλομένην | ἣ μυρί᾽| Ἀχαιοῖς | ἄλγε᾽ ἔθηκε || 6 + 5 + 5 + 8

— UU — | — — U | U — — | — UU — Ū ||
- v 3: πολλὰς δ᾽| ἰφθίμους | ψυχὰς | Ἄϊδι προΐαψεν || 4 + 6 + 4 + 10

— — —  | — — — | — — | UU — UU — Ū ||
- v 4: ἡρώων, | αὐτοὺς δὲ | ἑλώρια | τεῦχε κύνεσσιν || 6 + 5 + 5 + 8

— — — | — — U | U — UU | — UU — Ū ||
- v 5: οἰωνοῖσί τε | δᾶιτα•| Διὸς δ᾽ | ἐτελείετο βουλή || 8 + 3 + 3 + 10

— — — UU | — U | U — | UU — UU — Ū ||
- v 6: ἐξ οὗ δὴ | τὰ πρῶτα | διαστήτην | ἐρίσαντε || 6 + 5 + 7 + 6

— — — | — — U | U — — — | UU — Ū ||
- v 7: Ἀτρεΐδης τε | ἄναξ ἀνδρῶν | καὶ δῖος Ἀχιλλεύς || 7 + 3 + 4 + 10

— UU — U | U — | — — | — — UU — Ū ||
La formula omerica fa parte della fraseologia convenzionale, tipica dell'epica greca e latina, un corpus sistematico di frasi per i personaggi, oggetti, divinità, e funzioni differenti del racconto; e che un sistema altamente sviluppato come quello della poesia omerica presenti sia una notevole copertura, quanto al campo di applicazione della fraseologia, sia una notevole tendenza a evitare ripetizioni (per fattori economici, in pratica di facilitazione mnemonica senza dover cercare ogni volta nuove formule per il verso) nella creazione, nella conservazione e nello sviluppo delle frasi fisse, tradizionali o convenzionali note come formule.
Quanto alla dimensione dello stile formulare, ce n'è una più ampia, che include interi versi e anche passaggi intesi oppure, in senso lato, motivi e temi convenzionali; e una più stretta che riguarda singole parole. La formula epica è un'espressione fissa, che viene utilizzata per comunicare una certa cosa, la qualità di un personaggio, un oggetto, un'azione, una situazione, inserita in una certa posizione del verso, o occupante tutto il verso in certi casi. Ciò comporta che:
- In un'altra posizione, la stessa cosa sarà comunicata con una formula diversa, tale appunto da adattarsi alla diversa collocazione, sia per variare un po' lo stile del testo, che per questioni metriche.
- In una determinata posizione, la stessa cosa sarà comunicata tendenzialmente sempre con la stessa formula (ragione economica). In realtà si deve notare che la nozione espressa con le parole "una certa cosa - la stessa cosa" è piuttosto imprecisa, nell'adattarsi a contesti metrici diversi alcuni elementi della formula restano invariati (quando ad esempio si fa l'epiteto formulare di un nome proprio come Ettore o Patroclo, Omero lascia sempre il nome, a meno che non lo chiami col termine patronimico "Meneziade" o per Achille il "Pelide"), ma gli aggettivi di qualità e i participi attributivi cambiano eccome nella formula:
  - φαίδιμος Ἔκτωρ 29 volte  (1–UU 2–UU 3–UU 4–UU) 5–UU 6––||

- - κορυθαίολος Ἔκτωρ 25x (1–UU 2–UU 3–UU 4–) UU 5–UU 6––||

- - μέγας κορυθαίολος Ἔκτωρ 12x (1–UU 2–UU 3–U) U 4–UU 5–UU 6––||

- - Ἔκτωρ Πριαμίδης 6x 1–– 2–UU 3– (UU 4–UU 5–UU 6––) ||

Il sistema degli epiteti per definire Ettore non ha lo scopo immediati di comunicare qualità del personaggio pertinenti al contesti, si parla perciò tradizionalmente di epiteti "ornamentali". Comunque nell'Iliade l'epiteto φαίδιμος (glorioso) ricorre in questo caso cioè nominativo masc. sing. sempre e soltanto alla fine del verso e seguito da un nome di due sillabe - ha la forma metrica che coincide col 5º metro. Nel sistema degli epiteti può essere abbinato a un nome di tre sillabe, solo al caso vocativo e davanti a un nome che cominci con vocale, ciò permette il fenomeno dell'elisione della vocale in fine di parola in quanto breve nel vocativo; mentre al nominativo è compatibile con i nomi propri trisillabici solo l'epiteto bisillabico δῖος (divino), che combacia con φαίδιμος nella sfera semantica dell'individuo vivibile, luminoso, favorito dagli dei.
- - φαίδιμ' Άχιλλεῦ (5–UU 6––||) in Iliade - φαίδιμ'Όδυσσεῦ in Odissea - NON COMPARE

- - δῖος Άχιλλεύς - δῖος Όδυσσεύς  - COMPARE

Non si deve pensare che queste espressioni convenzionali riguardino soltanto i personaggi e le loro qualità; si consideri infatti l'espressione ricorrente "nel cuore e nell'animo" che occupa un intero verso, presente in ambedue i poemi omerici (x in Iliade - 9x in Odissea): κατά φρένα κί κατά θυμόν U 4–UU 5–UU 6––||

## L'esametro nella metrica eolica
L'esametro è usato in forma rigida a passare da Omero agli epici ellenistici, specialmente con Nonno di Panopoli. In Omero le 32 forme (σχήματα) nella ripartizione dei piedi, in Nonno non se ne hanno più di 9 sfumature diverse. Si vennero così a creare, anche per la lirica, vari tipi di esametro dattilico, secondo la disposizione degli spondei rispetto ai dattili; tra i più noti ci sono:
- Esametro spondaico se il 5° piede è uno spondeo

- Esametro periodico, se alterna dattili e spondei

- Esametro saffico, usato dalla poetessa, quando ha lo spondeo all'inizio e alla fine del verso

- Esametro olodattilico, se formato tutto da dattili

- Esametro olospondaico, se è composto tutto da spondei

Nell'esametro dattilico le cesure più comuni sono la pentemimere che taglia il verso in due hemiepes, la cesura trocaica e l'eftemimera, poi la dieresi bucolica, frequente nei poeti alessandrini come Teocrito per questo genere specifico, la cesura tritemimere, di solito accompagnata dall'eftemimere, o dalla dieresi.
Pentametro dattilico
Il pentametro viene comunemente chiamato il pentametro dattilico.
È una forma metrica della poesia greca e latina, il cui schema base può essere così rappresentato:
Di fatto il pentametro è un metro composto, essendo formato da due hemiepes, o tripodie dattiliche catalettiche. Il nome «pentametro» gli deriva dal fatto di essere la somma di due unità da 2 piedi e mezzo; poiché però è un metro dattilico, di ritmo discendente, il pentametro conta sei tesi o tempi forti.
Quintiliano, sull'ormai degli antichi lo vedeva composto da due dattili, uno spondeo, due anapesti

Jean-Auguste-Dominique Ingres, L'Apoteosi di Omero

Le principali caratteristiche del pentametro sono:
1. l'ultima sillaba del primo hemiepes è sempre lunga, mentre quella del secondo hemiepes è indifferens

1. la dieresi tra il primo e il secondo membro sono la norma. Tale dieresi non permette lo iato, ma non impedisce il fenomeno dell'elisione.

1. la sostituzione del dattilo con lo spondeo è, di norma, permessa solo nel primo hemiepes. Eccezioni a tale regola sono possibili, ma restano rare.

Alcuni esempi di pentametro:
- καὶ Μουσέων ἐρατὸν δῶρον ἐπιστάμενος (Archiloco, fr. 1, v.2). Il suo schema è  — — — ∪ ∪ — || — ∪ ∪ — ∪ ∪ X

- ἱερά νῦν δὲ Διοσκουρίδεω γενεή (Callimaco, fr. 384a Pf.²). Questo verso non ha la dieresi centrale.

Il pentametro compare a volte nella poesia drammatica, o talvolta è stato impiegato in versi stichici, ma il suo utilizzo più importante rimane nel distico elegiaco, dove compare come secondo verso a seguito di un esametro.
L'uso del distico elegiaco è legato soprattutto a due generi letterari, strettamente legati tra loro che godettero di ininterrotta vitalità nel corso dell'epoca antica: l'elegia e l'epigramma.
Le più antiche elegie note risalgono al VII secolo a.C.: se in origine questo genere era legato al lamento funebre, nel corso del suo sviluppo si adattò a molteplici argomenti, dalla poesia erotica (da Mimnermo fino ai poeti latini, come Properzio e Tibullo), a quella politico sapienziale (Solone); da quella di esortazione guerresca (Tirteo), a quella di argomento mitologico ed erudito (gli Aitia di Callimaco).
I poeti latini accentuarono l'elemento soggettivo dell'elegia e usarono il distico anche nell'epigramma, sin dall'epoca di Ennio, godendo di un'ininterrotta vitalità sino all'età tardo antica.
La varietà di argomenti discorsivi si deve al fatto che il distico appare meno solenne dell'esametro e meno impetuoso, ritmicamente parlando, delle strofe liriche. Da questo punto di vista, la commistione di esametro e pentametro consentiva infatti ai poeti di smorzare il ritmo notoriamente solenne dell'esametro grazie alla cadenza tipica del pentametro, il cui secondo emistichio (= mezzo verso) era fisso (= dattilo + dattilo + sillaba finale accentata) e successivo a una cesura forte a conclusione del primo emistichio (= dattilo + dattilo + sillaba accentata; oppure: dattilo + spondeo + sillaba accentata; oppure spondeo + dattilo + sillaba accentata; oppure: spondeo + spondeo + sillaba accentata).
Inoltre due delle cinque sillabe accentate del pentametro, collocate perfettamente al centro e alla fine del verso, consentivano al poeta di caratterizzare il contenuto con la sapiente, ma naturale per lui, disposizione delle vocali.

## Il giambo

### Il Giambo
Il metron del trimetro giambico è la misura della dipodia giambica, un insieme inscindibile di due piedi giambici secondo i grammatici antichi, per questo si parla del trimetro per la sequenza stichica, composta di sei piedi, cioè di tre metra.
- Il piede giambico ha la forma ∪ — e dura pertanto 3/4, posto che — = 1/2, ed ∪ = 1/4

Per il fatto di avere una durata inferiore a 4/4, il giambo ha bisogno di costituirsi in dipodie, a differenza del dattilo, che durando 4/4 — ∪ ∪ viene misurato in piedi all'interno del metro epico, l'esametro dattilico. Si ritiene che il metron giambico, più che essere costituito semplicemente da due giambi ∪ — ∪ — abbia piuttosto la forma
- X = elemento libero, può essere lungo o breve nei casi
- ∪ = elemento breve
- — = elemento lungo

L'elemento è la componente di uno schema metrico astratto, la cui realizzazione concreta è la sillaba.
L'etimologia del nome giambo resta ignota. Gli antichi accostavano la parola al nome di Ἰάμβη (Iambe), una vecchia serva di Celeo, re di Eleusi, che con le sue battute e scherzi avrebbe indotto a ridere la dea Demetra, inconsolabile a causa della scomparsa della figlia; oppure lo si faceva derivare dal verbo  ἰαμβίζω ("iambizō), che significa "scherzare, prendere in giro", o da ἰάπτειν, ovvero "scagliare", "colpire". Tali etimologie sono rifiutate dai moderni, che ritengono invece che sia il nome proprio sia il verbo derivino dalla terminazione in -αμβοσ, che accostano a parole come thriambos e ditirambo, nomi di canti che si riferiscono al culto di Dioniso, e la cui etimologia è di origine anellenica. La connessione del giambo a Demetra e ai culti della fertilità però non sembra casuale, come altre fonti sui misteri eleusini e sugli scherzi rituali ad essi collegati sembrano indicare. In ogni caso il giambo è associato, sin dalla sua presunta origine mitica, allo scherzo, alla battuta, al motteggio, come testimoniano i temi della poesia giambica.
Si pensa anche che possa derivare dal nome Ἴαμβος, il figlio di Ares, abile lanciatore di giavellotto, paragonando quindi gesto del lanciatore al ritmo del giambo, caratterizzato da una sillaba breve e una lunga.
I versi giambici sono, dopo l'esametro, tra i metri greci più antichi. Soli o in unione con altri metri epodici, i metri giambici furono largamente adoperati nella poesia giambica e nella metrica corale e continuarono ad essere usati sia nella poesia alessandrina che in quella latina; nell'età classica, inoltre, il trimetro giambico divenne il metro abituale delle parti parlate della tragedia e della commedia, e il modello da cui i romani trassero il senario giambico.
Di norma, quando il giambo compare in un numero pari di unità, si conta per metri, e non per piedi; cosa che non accade quando i giambi sono dispari.
Il giambo ammette molteplici sostituzioni, anche se con forti variazioni a seconda del genere d'uso e del tipo di verso. L'equivalenza del giambo con l'anfibraco (∪ ∪ ∪) mantenendo la misura di tre more, non crea difficoltà; la soluzione spondaica (— —) in cui la prima sillaba lunga è detta irrazionale, non è rara, ma nelle sizigie si incontra solo nel primo giambo di ogni metro; sono possibili anche soluzioni dattiliche (— ∪ ∪) o anapestiche (∪ ∪ —). Il tempo forte, in ogni caso, rimane nella seconda parte del piede.
L'arsi, talvolta, poteva essere sincopata; non è chiaro però se la sillaba cadesse semplicemente o se e quando ci fosse protrazione sulla sillaba successiva.
Trimetro giambico

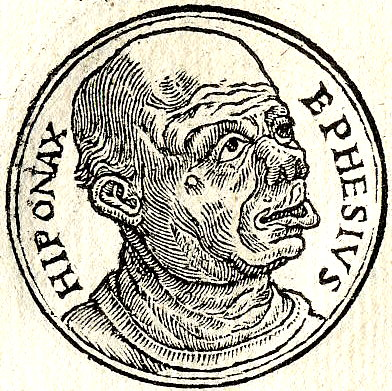
Ritratto immaginario di Ipponatte (da G. Rouillé, Promptuarii Iconum Insigniorum, Lugduni, apud Guilliermum Rovillium, 1553, vol. 1, p. 106.)

Si tratta del metro prevalente per le parti dialogate delle tragedie e delle commedie, nonché delle poesie di Archiloco e Ipponatte; esso è costituito da 3 dipodie giambiche (cioè metra composti da due piedi giambici ciascuno per 3). Nei piedi dispari il giambo può essere sostituito da uno spondeo (— —), che può a sua volta sciogliersi in un anapesto (∪ ∪ —) o in un dattilo sulla seconda sillaba:
— — ∪ ∪ — / — ∪ ∪ ||
In tutti i piedi le lunghe possono suddividersi in due brevi, creando cioè un tribraco (∪ ∪ ∪), con l'ictus sulla seconda breve al posto di un giambo.
∪ — ∪ ∪ ∪
Il verso può presentare queste cesure:
- Pentemimera: a metà del 3° piede, cioè dopo 5 mezzi piedi, è la più frequente:

∪ — ∪ — ∪ | — ∪ — ∪ — ∪ —
ἀλλ´ ἐμποληθείς· | τοῦ  λόγου δ´ οὐ χρὴ  φθόνον
- Mediana: dopo il 3° piede:

∪ — ∪ — ∪ — | ∪ — ∪ — ∪ —
ὡς ἐν μιᾷ πληγῇ | κατέφθαρται πολὺς
- Eftemimera: a metà del 4° piede, cioè dopo 7 mezzi piedi:

∪ — ∪ — ∪ — ∪ | — ∪ — ∪ —
ἦ μὴν τὸν ἀγχιστῆρα | τοῦδε τοῦ πάθους
- Legge di Porson: tipica della tragedia, se l'ultima parola del trimetro è un cretico (— ∪ —) (ἐγγενεῖς), oppure un peone quarto (∪ ∪ ∪ —) (γενομένου) non può essere preceduta da una parola polisillabica con ultima lunga.

I metri greci sono successioni di tempi e non di accenti tonici, una delle principali caratteristiche di differenza tra l'accentazione grammaticale, e quella metrica. Sono testi di antiche canzoni, sul cui andamento ritmico essi sono modulati, oppure, come nel caso del trimetro giambico, e dell'esametro dattilico in esecuzione rapsodica, sono recitativi. Per convenzione tuttavia, la lettura moderna dei metri greci sostituisce al "battere" del tempo forte un "colpo" (ictus) di accento tonico.
Il trimetro giambico è un metro "in levare", con tre accenti ritmici, secondo lo schema:
X {\displaystyle {\acute {-}}} ∪ —, X {\displaystyle {\acute {-}}} ∪ —, X {\displaystyle {\acute {-}}} ∪ Ū
A seconda delle varie sostituzioni possibili, da vedere nella sezione qui sottostante del trimetro nella tragedia, l'ictus può apparire così posizionato:
A seconda della varie sostituzioni possibili prima illustrate all'interno dei singoli metron l'ictus può apparire
così posizionato:
- ∪ {\displaystyle {\acute {-}}}, ∪ — quando l'elemento libero è realizzato in breve e pertanto il primo piede è un giambo

- ∪ {\displaystyle {\acute {-}}} ∪, ∪ — quando l'elemento libero è realizzato in breve e il longum successivo è soluto in due brevia, e pertanto il primo piede è un tribraco o più tribrachi.

- ∪∪ {\displaystyle {\acute {-}}}, ∪ — quando l'elemento libero è realizzato in due brevia, e pertanto il primo piede è un anapesto. Non è ammesso nel trimetro giambico tragico che quando l'elemento libero X è realizzato in due brevia UU, il longum successivo sia a sua volta soluto in due brevia, a in modo da ottenere il proceleusmatico ∪∪ ∪∪.

- — {\displaystyle {\acute {-}}}, ∪ — quando l'elemento libero è realizzato in longum e pertanto il primo piede è uno spondeo anapesto.

- — ∪∪, ∪ — quando l'elemento libero X è realizzato in longum, e il longum successivo è soluto in due brevia e pertanto il primo piede è un dattilo anapesto.

Lettura per cola
La sequenza stichica estesa del trimetro giambico, come fondamentalmente le sequenze recitate, mostra al proprio interno un'articolazione in cola, il colon è una sotto-unità individuata dal ripetersi regolare in determinate posizioni della fine di parola cioè dell'incisione: si parla di dieresi se l'incisione è al termine del metron, oppure di cesura, se l'incisione sta all'interno del metron. In metrica non viene considerato parola un qualsiasi vocabolo, ma solo nome o verbo, a cui si uniscono tutti i vocaboli prepositivi (articolo, pronome relativo, preposizioni, congiunzioni, particelle asseverative e interrogative, che di norma vanno a creare le subordinate e i tipi di complemento), e quelli pospositivi (ossia le particelle come μέν, δέ, ή, ου, ecc.).
Un esempio normale di trimetro giambico, dal fr. 19 West di Archiloco, v. 1:
οὔ μοι τά Γύγεω τοῦ πολυχρύσου μέλει
Come sosteneva Aristotele, il ritmo giambico tra tutti i ritmi della poesia greca, è il più simile al ritmo del linguaggio parlato; dal'altra parte l'azione scenica della tragedia e della commedia, dove il trimetro è usato, esige come criterio fondamentale quello della verosimiglianza. Il ritmo giambico è decisamente più sciolto e naturale rispetto ad altri metri,soprattutto rispetto all'esametro dattilico. L'alternarsi nel rigoroso di lunghe e brevi è statisticamente simile al ritmo nel parlato, e non impone mai le forzature del linguaggio poetico che la μετρική ἀνάγκη impone nella produzione della poesia in esametri.
A parte ciò, i poeti tragici e comici utilizzarono sempre più frequentemente la sostituzione di due sillabe brevi in luogo di una sillaba lunga prevista dallo schema. Ciò contribuì notevolmente a rendere meno cadenzato e più sciolto, più simile al linguaggio della prosa, il ritmo delle parti dialogate nelle opere teatrali, a tutto vantaggio della verosimiglianza espressiva. Euripide è colui che più si avvale delle sfumature del trimetro giambico.
Trimetro giambico scazonte
Detto anche "zoppicante" o "ipponatteo" perché sarebbe stato proprio il poeta Ipponatte a introdurlo, si tratta di una variante del classico trimetro giambico, caratterizzata dalla presenza di una sillaba lunga nella penultima sede, dove normalmente il verso prevede una sillaba breve:
- Trimetro giambico classico: X — ∪ — |X — ∪ — |∪ — ∪ Ū

- Trimetro giambico scazonte:

X — ∪ — |X — ∪ — |∪ — — Ū

## Il trocheo

### Il Trocheo
Con il trocheo (- U) sono realizzabili varie quantità di piedi, tra queste figura, nel metro recitato il famoso tetrametro trocaico, che può essere sia catalettico che acataletto.
— ∪ — ∪ | — ∪ — ∪ || — ∪— ∪ | — ∪ — ∪ || forma acataletta
Si tratta del verso usato nei dialoghi e nelle tragedie più antiche, come in Ecateo di Mileto e in Eschilo, prima del predominio del trimetro giambico, poi ripreso da Euripide e dai comici (Aristofane, Menandro), esso è costituito da 4 dipodie trocaiche (trocheo = — ∪), cioè metra composti da due piedi trocaici ciascuna, l'ultima delle quali tronca, per questo è detto "catalettico", a differenza della variante dell'acataletto.
L'elemento libero marca non solo l'inizio, ma la fine dell'unità di misura: — ∪ — X
Lo schema metrico astratto è questo: — ∪ — X, — ∪ — X, || — ∪ — X, — ∪ — per il catalettico.
Esso è caratterizzato dall'incisione centrale in dieresi; il verso risulta in realtà diviso in due cola non simmetrici, dal momento che il secondo conta di un elemento in meno quando è catalettico, cioè "terminato" prima della conclusione del metron, con una sillaba in meno. Valgono anche qui per la realizzazione dell'elemento libero e per la soluzione del longum le stesse convenzioni esaminate per il giambo, è pertanto possibile incontrare lo spondeo nelle sedi pari (seconda e quarta, di rado nella sesta) e il tribraco in tutte le altre sedi, con limitazioni per la settima. Inoltre si può incontrare l'anapesto nelle sedi pari quando l'elemento libero è realizzato da una sillaba lunga. Molto raramente l'elemento libero o addirittura l'elemento breve sono realizzati da due sillabe brevi.
Sono tetrametri trocaici catalettici per esempio le antilabai dei vv. 1515-1530 dell'Edipo re di Sofocle, del Filottete i vv. 1402-1408 e di Edipo a Colono i vv 887-1890. Le antilabai di solito si dividono in corrispondenza della dieresi: si tratta del cambio di interlocutore all'interno del trimetro, evitato da Eschilo e impiegato appunto da Sofocle ed Euripide solo nei drammi più tardi.
Nei piedi pari il trocheo può essere sostituito da uno spondeo, mentre tutti i piedi le lunghe possono suddividersi in due brevi, creando cioè un tribraco al posto di un trocheo: — ∪ ∪∪∪; oppure un anapesto (raramente un dattilo) al posto di uno spondeo: — — ∪∪ — / — ∪∪
Archiloco, fr. 105 West, v. 1:
Γλαῦχ' ὅρα· βαθύς γάρ ἥδη κύμασιν ταράσσεται
Il tetrametro trocaico catalettico della lirica greca arcaica, come afferma Aristotele, precedette il trimetro, poiché in precedenza le tragedie non erano strutturate completamente come quelle di Eschilo, Sofocle o Euripide, ma erano piuttosto drammi satireschi, più adatti alla danza che alla recitazione, ma poi si trasformò in recitazione, e si usò un metro più appropriato particolarmente vicino al parlato.

## Libera scelta dei versi per la parte corale
In genere, sono possibili due schemi di classificazione dei versi: uno secondo lo schema metrico, un altro secondo il genere letterario in uso.

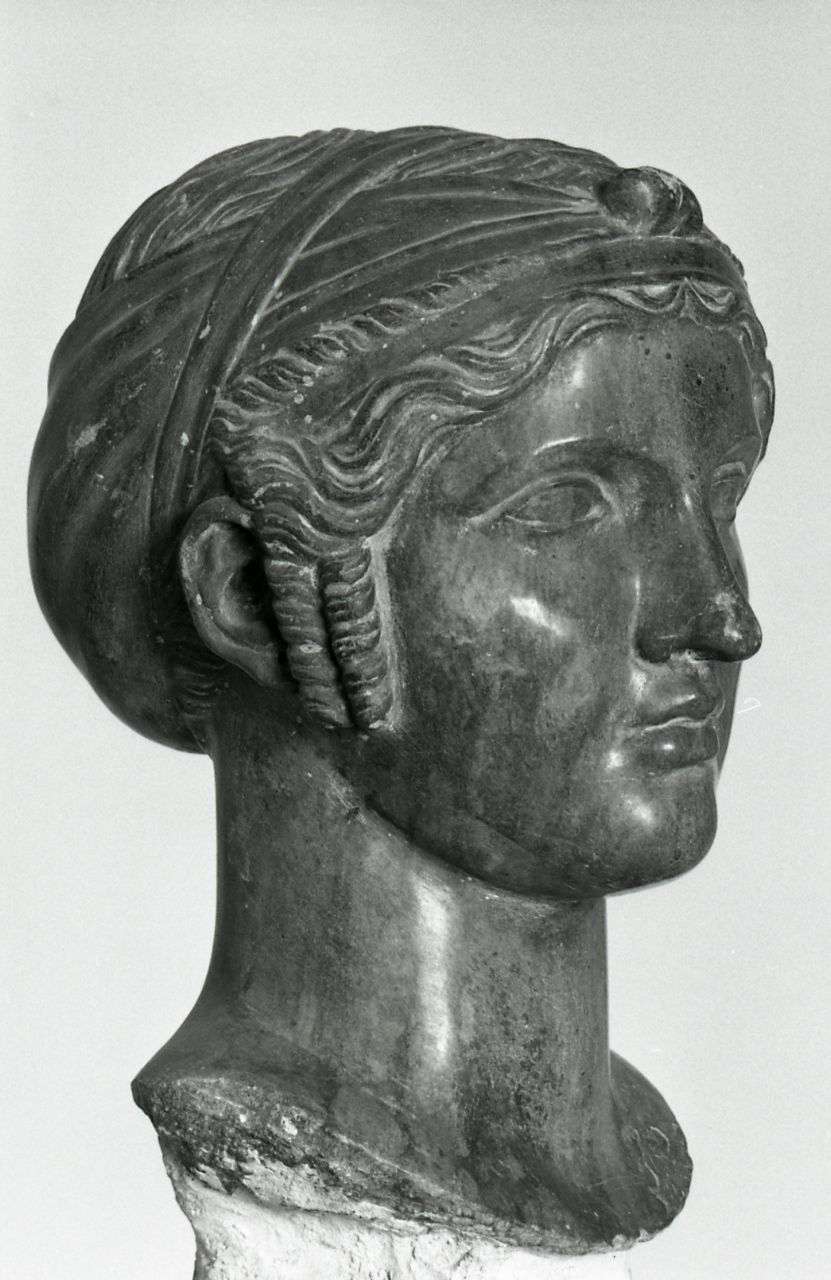
Ritratto di Saffo, Palazzo Massimo alle Terme, Roma. Foto di Paolo Monti, 1969.

La classificazione secondo lo schema metrico è la seguente.
- Versi κατὰ μέτρον (katà métron), basati su un solo tipo di piede:
  - Metri giambici
  - Metri trocaici
  - Metri dattilici
  - Metri anapestici
  - Metri ionici
  - Metri coriambici
  - Metri cretici
  - Metri bacchiaci
  - Metri docmiaci
- Versi misti (composti da piedi differenti):
  - Dattili e anapesti logaedici
  - Dattilo-epitriti
  - Asinarteti

In tale classificazione, la metrica eolica può essere divisa tra i dattili e i coriambi o essere trattata con i versi misti. Il rapporto tempo forte e tempo debole è stato teorizzato dal sofista Damone nel V secolo a.C.
Secondo il metricologo Efestione i 9 metri primari riconosciuti sono:
- Dattilo: - UU (rapporto tempo forte e tempo debole: 2:2)
- Spondeo: - -
- Trocheo: - U
- Giambo: U - (ascendente e discendente)
- Anapesto o dattilo ascendente: UU - (1:2 - 2:1)
- Coriambo: - U U - (2:1 + 1:2)
- Antispasto: U - - U (1:2 + 2:1)
- Ionico a maiore: - - U U (2:2 + 1:1)
- Ionico a minore: U U - - (1:1 + 2:2)
- Cretico: - U - (2:3 o anche 3:2), secondo il grammatico Eliodoro questo non fa parte dei nove metra principali perché fu introdotto tardi nella lirica, dall'isola di Creta, e può essere assimilabile a un trocheo comune o a un giambo.

Con questi metra primari si realizzano le varie combinazioni di versi recitati, recitativi e cantati, le parti del coro suddivise per cola ritmici e metrici, i trochei e giambi possono avere il fenomeno della catalessi, dell'acefalia, ecc. e degli speciali versi a scelta libera del poeta, tanto che gli studiosi di metrica, alcuni versi specifici, li chiamano anacreontici, alcaici, saffici, gliconei, ferecratei, cirenaici, epitriti giambico-trocaici, encomiologici, recitativi, prosodiaci, lecizi, reiziani, stesicorei, pindarici, alcmanii, ipponattei, ecc.
Classificazione per genere:
- Versi recitati:
  - esametro dattilico

Schema dell'esametro dattilico

  - trimetri giambici (trimetro giambico, scazonte, trimetro giambico catalettico)
  - tetrametro trocaico ed altri versi trocaici
- Versi cantati (lirica monodica):
  - metri eolici
  - altri metri lirici (gli asinarteti archilochei, alcuni metri ionici)
  - metri diversi utilizzati nelle parti cantate della tragedia
- Versi cantati (lirica corale): le complesse forme metriche, per lo più sotto forma di triade epodica, che si incontrano nella lirica corale e nei cori della tragedia.

Metri recitati
La metrica si occupa della composizione dei vari tipi di METRI, che caratterizzavano nella letteratura greca i diversi tipi di componimenti, più o meno “nobili”.
I più frequenti sono:
- esametro: poemi epici e poesia bucolica, usato da Omero, Esiodo, Teocrito, Callimaco, Apollonio Rodio, Nonno di Panopoli
- distico elegiaco: poesia d’amore, elegia (include vari sottogeneri: politica, amore, filosofia, storia, soliloquio interiore, etica guerresca), epigramma ed epitaffi. Usato dai poeti elegiaci, e non solo, della Grecia, quali: Callino, Tirteo, Solone, Mimnermo, Teognide, Archiloco, Senofane
- senario giambico: tragedia (parti dialogate), come in Eschilo, Sofocle, Euripide, ma in poesia vi è il cosiddetto "trimetro giambico", a volte anche nella variante del dimetro, usato da Archiloco, Ipponatte (che avrebbe inventato la variante del trimetro scazonte), Anacreonte.
- tetrametro trocaico: commedia (parti dialogate), come in Aristofane e Menandro, ma a volte con varianti, tanto che esiste il metro "aristofaneo". È usato anche nella lirica, da Anacreonte, Archiloco o anche Saffo.
- vari metri lirici: asclepiadeo maggiore e minore, strofe saffica, strofe alcaica……

Le strofe saffiche e alcaiche sono usate spesso, appunto, da Saffo e Alceo nelle Odi ed Inni, a volte usano anche altri metri, come dimetri, tetrametri. Le strofe saffiche a volte sono usate anche da Anacreonte.
Per quanto riguarda gli altri metri, sono tipologie molteplici, usate negli Epodi e negli Inni, Epinici, del gruppo STROFE-ANTISTROFE-EPODO, delle opere di Pindaro, Bacchilide, Simonide, Ibico, ecc.
- ESAMETRO (dattilico)

È l’insieme di 6 piedi dattilici (DATTILO: - U U). Tutti i piedi prevedono la sostituzione di 2 brevi con 1 lunga tranne il 5° piede, che è fisso. Il 6° piede è tronco di una sillaba. La sillaba finale è “indifferens”, ovvero breve o lunga, in quanto non fa differenza, dato che dopo c’è la fine del verso e quindi una pausa inevitabile di lettura:
A livello di lettura sono necessarie delle pause (dette CESURE) che possono essere di due tipi:
- 1. semiquinaria (traduzione dal greco: pentemimera)
- 2. semisettenaria (traduzione dal greco eftemimera)  preceduta necessariamente dalla semiternaria (traduzione del greco tritemimera)

SCHEMA: -U U, - U U, - U U, - U U, - U U, - U
ALCMANIO
Il piede è tetrametro dattilico. In genere si usa in composizione con altri versi, è così chiamato perché fu introdotto dal poeta Alcmane di Sardi.
SCHEMA: -U U, - U U, - U U, - U U

DISTICO ELEGIACO
È un distico, cioè l’insieme di esametro + pentametro dattilico. Il secondo verso, cioè il pentametro, ha 2 “arsi” (cioè sillabe accentate) consecutive al centro del verso e la cesura coincide sempre con metà del verso:
SCHEMA:
- ESAMETRO: -U U, - U U, - U U, - U U, - U U, - U
- PENTAMETRO: - U U,- U U, - // - U U, - U U, -

SENARIO GIAMBICO (in greco si chiama TRIMETRO GIAMBICO, il termine primario è per la metrica latina)
È l’insieme di 6 piedi giambici  (oppure 3 “metra” giambici: 1 metron = 2 piedi; GIAMBO: U- ). Le cesure sono le stesse dell’esametro.
SCHEMA: U-, U-, U-, U-, U-, U-
TRIMETRO GIAMBICO CATALETTICO: come il trimetro giambico puro, ma manca della sillaba finale
SCHEMA: U-, U-, U-, U-, U-, U
TRIMETRO GIAMBICO IPPONATTEO (O SCAZONTE, O COLIAMBO)
dal latino = zoppicante, dal greco = zoppo
Usato soprattutto da Catullo, in greco da Ipponatte.

Come il trimetro giambico puro, ma il “metron” finale è “invertito” (quindi è un trocheo anziché un giambo), sicché si trovano due accenti consecutivi
SCHEMA: U-, U-, U-, U-, U-, -U

TETRAMETRO TROCAICO ACATALETTO:

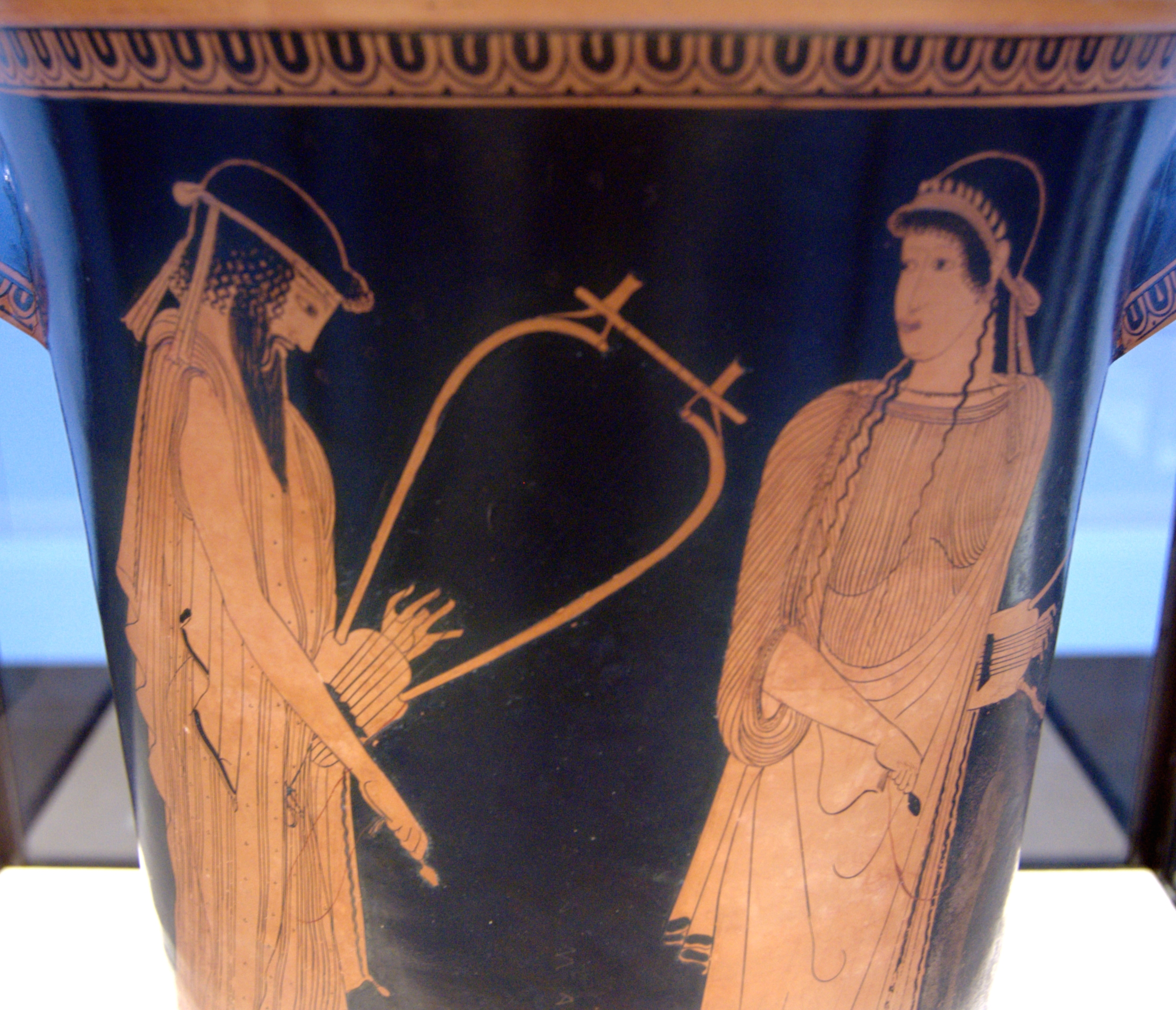
Alceo e Saffo in un vaso a figure rosse.

Formato da 4 “metra” trocaici, quindi da 8 piedi trocaici (trocheo: - U)
SCHEMA: - U, - U, - U, - U, - U, - U, - U, - U
TETRAMETRO TROCAICO CATALETTICO:
Come il tetrametro trocaico puro, ma manca della sillaba finale  (quindi finisce con la sillaba accentata)
SCHEMA: - U, - U, - U, - U, - U, - U, - U, -
SETTENARIO TROCAICO
Usato soprattutto nel teatro  (parti cantate della tragedia, raramente nei cantica).

Formato da due tetrapodie trocaiche, la seconda delle quali catalettica

SCHEMA: - U, - U, - U, - U, - U, - U, - U, - U / - U, - U, - U, - U, - U, - U, - U, -

STROFE ALCAICA
“Strofe”  perché è un insieme di 4 versi che si ripetono poi in quell’ordine; “alcaica” perché utilizzata soprattutto da Alceo.
.Usato soprattutto da Orazio.
- ENDECASILLABO ALCAICO X – U, - U / - U U, - U U (base libera + 2 trochei + 2 dattili - nella strofe è ripetuto x 3 + adonio finale)
- ENNEASILLABO ALCAICO X – U – U – U – U (base libera + 4 trochei)
- DECASILLABO ALCAICO - U U, - U U/ - U – U (2 dattili + 2 trochei)

STROFE SAFFICA (“MINORE”)
“Strofe”  perché è un insieme di 4 versi che si ripetono poi in quell’ordine; “saffica” perché utilizzata soprattutto da Saffo (ma anche da Alceo)
Usato soprattutto da Orazio.
- ENDECASILLABO SAFFICO - U, - U, - U U, - U, - U (2 trochei, dattilo in terza sede+ 2 trochei; nella strofe è ripetuto x 3 + adonio finale).

- ADONIO - U U, - U (dattilo + trocheo)

FALECIO (O FALECEO)
Dal poeta alessandrino Falèco, fu portato a Roma dai poeti preneoterici.
Formato da una base libera + 1 dattilo + 3 trochei
SCHEMA: XX, - U U, - U – U – U
GLICONEO

Dal poeta greco Glicòne, non altrimenti noto
SCHEMA: - - , - U U, - U U (spondeo + 2 dattili)

FERECRATEO
Dal poeta greco Ferecrate (V sec. a.C.)
è un gliconeo catalettico.
SCHEMA: - - , - U U, - U (ovvero: spondeo + dattilo + trocheo)
ASCLEPIADEO

I versi e le strofe asclepiadee prendono il nome dal poeta Asclepiade di Samo, anche se l'inventore di questi versi non è certificato, perché sia l'asclepiadeo maggiore che minore sono già noti dai lirici di Lesbo Saffo e Alceo, forse Asclepiade compose carmi oggi perduti in questo verso, e dunque la tradizione ne attribuì la paternità, come sostiene Orazio nella sua Ars poetica.
- Asclepiadeo minore: secondo la teoria di Efestione è un'esapodia giambica acatalettica, la sola terza dipodia però vi mostra l'andamento giambico puro, mentre le altre due unità di misura prendono la forma di antispasti, di cui il primo può avere nella prima sede la lunga irrazionale, e può talora essere sostituito da una dipodia trocaica. L'antispasto è una dipodia giambica che nella seconda parte viene battuta a contrattempo: la dipodia trocaica può essere considerata come una dipodia giambica del tutto battuta a contrattempo.[8]

X X, - U U-, - U U-, - U U-, - U U-, X X
A metà della seconda dipodia c'è una pausa frequente, ma non obbligatoria in greco, al contrario in Orazio, che dà pure la forma costante di spondeo al primo piede. Lo schema metrico: ∪′∪ — ∪∪ — — ∪∪ — ∪ —
Probabilmente l'asclepiadeo minore è da considerare in Orazio come un'esapodia logaedica con lo spondeo irrazionale nel primo piede, due dattili di tre tempi nella seconda e quarta sede, una lunga di 3 tempi nella terza sede e nella pausa verso la fine.
- Asclepiadeo maggiore: è identico al minore, eccezione che il secondo antispasto è ripetuto. Negli originali greci si ha la cesura a metà della seconda, e a metà della terza dipodia. Tali cesure, usate da Catullo come i Greci in maniera facoltativa, in Orazio diventano obbligatorie, il quale ne fa lo stesso uso del minore, solo che dopo la sillaba di tre tempi, un altro dattilo di tre tempi e un'altra sillaba pure di tre tempi: quest'aggiunta rispetto all'asclepiadeo minore è compresa tra due pause.
In Orazio ci sono 5 sfumature della strofe, a meno che le odi composte di soli asclepiadei minori o di soli maggiori non vogliano considerare come composizioni monostiche.

X X, - U U-, - U U-, - U U-, X X
Resterebbe dunque un sistema distico asclepiadeo, dove si alternano un gliconeo II (identico all'asclepiadeo minore con in meno l'antispasto di mezzo) con un asclepiadeo minore, e poi 2 strofe, una composta di 3 asclepiadei minori chiusi da un gliconeo II e un'altra risultante da due asclepiadei minori, seguiti da un ferecrateo II (uguale al gliconeo II con in meno l'ultima sillaba) e da un gliconeo II.
Un esempio in greco di Asclepiadeo maggiore, dal fr. 140 Lobel-Page di Saffo: Morte di Adone:
Κατθνᾴσκει, Κυθέρη', ἄβρος Ἄδωνις• τί κε θεῖμεν;
καττύπθεσθε, κόραι, καί κατερείκεσθε κίθονας.

### Dal recitato al cantato corale: i tipi dimetra
Piedi di due morae
- pirrichio: ∪ ∪

Piedi di tre morae
- giambo: ∪ –

- trocheo: – ∪

- tribraco: ∪ ∪ ∪

Piedi di quattro morae
- dattilo: – ∪ ∪

- anapesto: ∪ ∪ –

- spondeo: – –

- anfibraco:  ∪ – ∪

- proceleusmatico: ∪ ∪ ∪ ∪

Piedi di cinque morae
- peone primo: – ∪ ∪ ∪

- peone secondo: ∪ – ∪ ∪

- peone terzo: ∪ ∪ – ∪

- peone quarto: ∪ ∪ ∪ –

- baccheo: ∪ – –

- antibaccheo o baccheo rovesciato: – – ∪

- cretico – ∪ –

Piedi di sei morae
- digiambo: ∪ – ∪ –

- ditrocheo: – ∪ – ∪

- ionico a minore: ∪ ∪ – – (con cui si realizza anche il dimetro o il tetrametro)

- ionico a maiore: – – ∪ ∪

- coriambo: – ∪ ∪ –

- antispasto: ∪ – – ∪

- molosso: – – –

Piedi di sette morae
- epitrito primo: ∪ – – –

- epitrito secondo: – ∪ – –

- epitrito terzo: – – ∪ –

- epitrito quarto: – – – ∪

Piedi di otto morae
- docmio (forma base): ∪ – – ∪ –

- ipodocmio: – ∪ – ∪ –

- dispondeo: – – – –

Di questo ampio repertorio, alcuni piedi sono solo ipotetici o si incontrano eccezionalmente, come l'anfibraco, il peone terzo, l'antispasto, l'epitrito primo e quarto, il palinbaccheo, il dispondeo, il pirrichio o il peone secondo; alcuni piedi quadrisillabici si possono ridurre a sizigie di piedi bisillabi, come il digiambo, l'epitrito terzo e secondo, il ditrocheo; il pirrichio non ha esistenza propria ma costituisce parte o sostituzione di altri piedi; altri non hanno esistenza propria, ma esistono solo come risoluzione di una sillaba lunga in due sillabe brevi nei piedi più corti, come il tribraco (UUU), il proceleusmatico (UUUU), il peone primo e quarto.
I dieci che restano sono detti prototipi (o anche archigona sott. metra, in latino), in quanto sono i metri base per la formazione di tutti i tipi di cola e versi possibili. Essi sono
1. il giambo,

1. il trocheo,

1. lo spondeo,

1. l'anapesto,

1. il dattilo,

1. il cretico,

1. il coriambo,

1. il baccheo,

1. lo ionico (a minore e a maiore)

1. il docmio (che è considerato però un piede composto)

- Piede reiziano: questo tipo di piede prende il nome dal filologo tedesco Friedrich Wolfgang Reiz (1733-1790), il quale notò dei versi irregolari di probabile origine popolare a carattere rituale, leggendo dei "canti alla rondine" di ragazzi di Rodi, associando poi lo schema:  - UU - UU - X (risolvibile anche in – – – – X) al verso ferecrateo – – – U U – – X (dal poeta comico Ferecrate del V secolo a.C. secondo Wilamowitz e Reiz) che compare in terza posizione nei cola dopo 2 asclepiadei minori e prima di un gliconeo, come in Anacreonte o in Simonide. Il ferecrateo fu usato da Orazio per le sue Odi.

Tornando al reiziano, esso è in 5 sillabe, quello più comune, costituito dal secondo emistichio del falecio.

## Storia dei fenomeni metrici

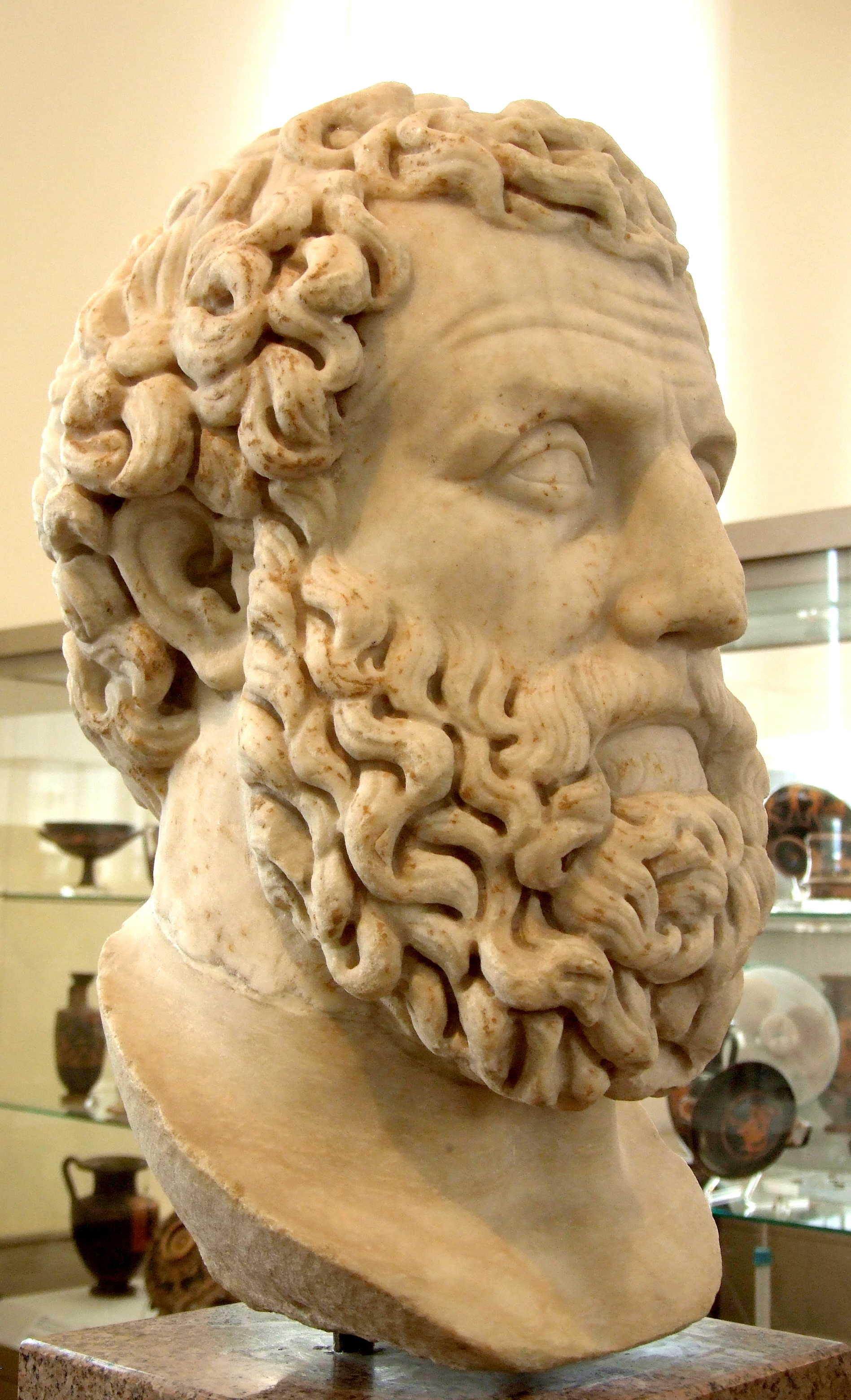
Busto di Archiloco

Le fonti sono tratte dall'opera di Albio Cesare Cassio: Storia delle lingue letterarie greche, Mondadori Educatio, 2016, e da Bruno Gentili e Liana Lomiento: Metrica e ritmica: storia delle forme poetiche nella Grecia antica, Mondadori Università, 2003.

## Il giambo
a) Etimo: forse da Iambe, serva della dea Demetra che rallegrò e fece ridere con parole sconce e scherzi osceni la dea affranta per la figlia Kore, rapita da Ade → la scurrile vecchietta richiamerebbe il tono di BEFFA e  DILEGGIO che appartiene al giambo  (ψόγος, biasimo vs...)
b) Etimo: forse da Iambos, eroe figlio di Ares, formidabile lanciatore di giavellotto, che scagliava  1) gettando un urlo possente  e  2) con la rincorsa terminante con un passo lungo preceduto da uno breve  ( U _ )  :
- allusione alla VIOLENZA e AGGRESSIVITÀ mordace degli strali giambici
- allusione alla struttura metrica  (U _ )
ιάπτειν  =  lanciare, scagliare, colpire
Giambo =  suffisso  -μβ che richiama a sfere rituali, religiose
Tema predominante del giamboil MONDO CONTEMPORANEO
- la polemica politica e di costume
- l'attacco personale
- l'invettiva moraleggiante e la critica dissacrante delle idee tradizionali sino all'OSCENITÀ, alla LUSSURIA, alla GROSSOLANITÀ, alla GOFFAGGINE di personaggi buffi e risibili
- Dove?  Il GIAMBO e l'ELEGIA → spazio di esecuzione → SIMPOSIO e in contesti relig., rituali
- Come?  Il GIAMBO → eseguito in RECITATIVO, accompagnato dall'aulo o dalla iambike

La LINGUA di base, di fondo dei giambi di A, I, S, Ananio  è lo IONICO (orientale).
1.  Elementi IONICI:
- passaggio α > η
- il trattamento  -ss-  (come in mèlissa)
- il comparativo -κρέσσων
- il  -v efelcistico
1.  Elementi IONICI, ma rari in OMERO:
- crasi frequenti
- sinizesi (come nel gen. -εος)
- genitivi in  -ιος  (πολιος)
- dativo (qualcuno) in  -ι  (bαkkαρι)  
- genitivi sing. in  -εu  dei pronomi (ἐμεῦ)
- qualche es. di flessione tematica dei verbi in -μι
2.  Elementi EPICI:   (prevalenti più in Archiloco)
- riecheggiamenti omerici in Archiloco e Ipponate (dove spesso con intento parodico)
- NO apocope della proposizione
- NO gen.sing.masch. in -αο, -αων
- NO dat.plur. in -εσσι
- NO infiniti  -μεν ;  -μεναι
- NO contrazione (ὀδύρεο)
- NO  MQ
- ποσσί (vs. ποσί)
LESSICO BASSO POPOLARE
- μύκης = fungo (in senso osceno)
- ἀσκός = sacco, otre
- διοπλήξ = colpito, stordito da Zeus
- κυνάγχης = strozzatore di cani
- ποντο.χάρυβδις, ἐγ.γαστρι.μάχαιρα= Cariddi marina dalla spada nel ventre   NEOLOGISMO (creazioni comiche; parodia ipponattea "letterariamente scaltrita e consapevole" (Degani)).
- ἡμίανδρος = mezzo uomo, eunuco    NEOL.
- Κυψώ, modellata oscenamente, tramite il richiamo a κύβδα (chinato in avanti) su  Kαλυψώ
- ομφαλητόμος = tagliaombeliche, la levatrice    NEOL.
- φάρμακον  + gen.  → perifrasi elevata   (rimedio contro il freddo)

PAROLE STRANIERE (uso di lessemi non greci, di derivazione anatolica e micrasiatica)
- μύρον;        βάκκαρις;        κυπασσίσκοσ (tunica/chitone esotico);       πάλμυς (sovrano)

### Il giambo in Solone
Quanto al trattamento di [a:] originario dopo [e], [i], [r], i manoscritti offrono una facies ionica oppure oscillano tra la facies ionica e la facies attica.
- O Solone è incoerente o la tradizione è incoerente.  Allora West non solo stampa le forme con [eo] in sinizesi ma normalizza in senso ionico i temi in [a:] (βίη per βία).
- Debrunner ritiene che la lingua di Solone sia attica e gli ionismi si spiegano come scelte dell'autore.
Comunque, a proposito dei giambografi non possiamo dire molto sulla lingua; gran parte dei frammenti di Archiloco e Ipponatte ci è giunta attraverso una tradizione indiretta.
Sicuramente un ruolo importante l'hanno avuto gli alessandrini (sistematizzazione ellenistica) in merito alla determinazione della facies del testo.
Abbiamo qualche epigramma arcaico in metro giambico (si tratta di epigrammi funerari o di dedica); ma non abbiamo epigrammi contenenti i temi tipici del giambo (aischrologhìa).

### Il giambo nella tragedia greca
- Tragediografi VI sec.: Tespi (535 a.C.), Cherilo, Frinico, Pratina
- Tragediografi V sec.: Ione di Chio, Agatone, Crizia e  soprattutto la triade di Eschilo, Sofocle, Euripide

Nella tragedia si riscontra la prevalenza del tessuto linguistico ATTICO, cioè il dialetto del luogo (Attica, Atene) in cui la tragedia venne prodotta e fruita.
- KUNSTSPRACHE, lingua letteraria alta, composita, con IONISMI e DORISMI;
```
 KUNSTSPRACHE, caratterizzata da POLIMORFIA  (att. ξένος  ion. ξεῖνος ;   σύν/ξύν ;   ἐς/εἰς)
```

- REGISTRO ELEVATO, lungi dal realismo linguistico
- EPICISMI OMERICI, presenti nei cori e nelle rheseis dei messaggeri: dat.plur. in -essi;  il genitivo sing. in -oio;  la flessione  ἀνέρες
- EOLISMI (ἐμέθεν, σέθεν, ἄμμι)
ELEMENTI ATTICI
1) α:  originario  dopo   ε, ι, ρ
2) ου <  εο
3) NO   III AC  di forme con *w originario dopo L/N  (il tipo  ξένϜος  ha esito  ξένος)

### Tragedia attica

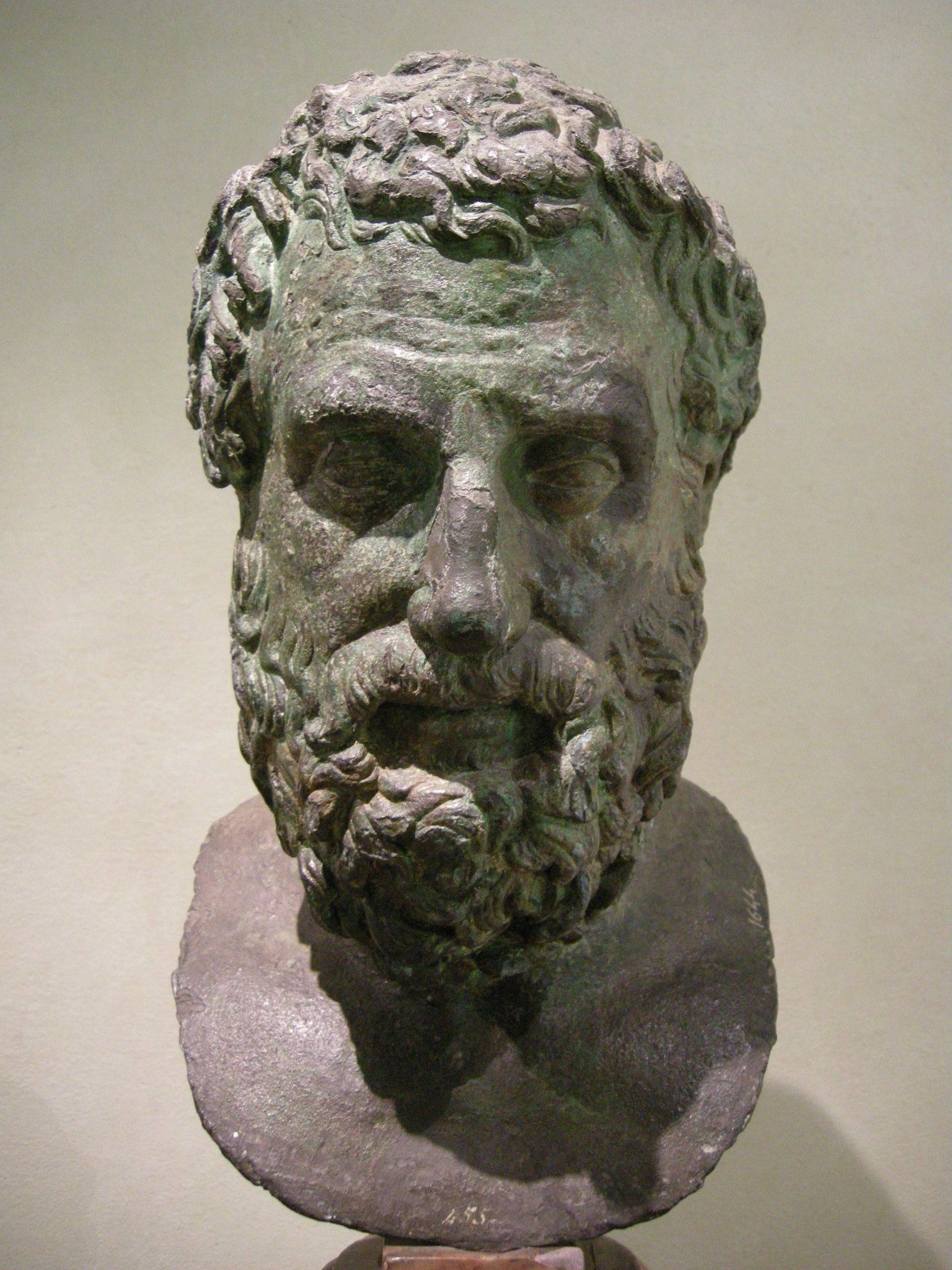
Bronzo rinascimentale di Eschilo, al Museo archeologico nazionale di Firenze

1) genitivo  in -ου nei maschili dei temi in  a:
2) il duale (che in realtà non è un'innovazione attica, ma pur sempre arcaismo che l'attico conservava, laddove gli altri dialetti lo avevano perduto in fasi antiche)
ELEMENTI NON ATTICI
Ogni lingua letteraria tende ad assumere elementi di altre aree dialettali, qualora abbiano uno status prezioso (cioè letterario). E nel caso della tragedia, questi elementi di altre aree dialettali erano costituiti dallo IONICO, che aveva uno status prestigioso, letterario in quanto consacrato da generi come l'EPOS (almeno nelle fasi finali), l'ELEGIA e il GIAMBO (POESIA).
Elementi ionici nel lessico
ἱππότης (per ἱππεύς);      
κασίγνητος (per  ἀδελφός);
λεύσσειν (per ὁρᾶν);        
μολεῖν (per ἐλθεῖν).
Gli elementi ionici derivano alla tragedia non solo dalla POESIA, ma anche dalla  PROSA.
- proposizioni finali: ὡς  e   ὡς ἄν  (usate nella prosa ionica) in luogo  di  ἵνα (cong. attica)
- proposizioni dichiarative:  ὡς  in luogo di  ὅτι  (cong. attica "non marcata", più naturale)
Gli IONISMI sono stati interpretati da qualcuno come arcaismi lessicali attici  (come i dativi plur. "lunghi" -oisi); ma non è facile stabilire se una det. forma vada ricondotta esclusivamente allo ion. o se invece appartenesse anche all'attico nelle sue fasi più antiche.
DORISMI
- DORISMI nel coro: le forme doriche sono ben attestate nei cori, in omaggio alla tradizione dorica della lirica corale:  [a:] originario;  gen. sing. in -α  (< -αο) dei maschili in  -α   e pl. an
- DORISMI nei dialoghi:   [a:] originario in luogo di ionico-att. [e:]
La presenza di [a:] originario nei dialoghi come si spiega? Forse → tratto attico arcaico
o → influsso della trad. lett. magno-greca (Eschilo fu attivo in Sicilia per un certo periodo)

### Commedia
LA LINGUA DELLA COMMEDIA DORICA
Parlare della lingua della commedia dorica significa parlare anche del dialetto di Siracusa del V secolo. Il comico Epicarmo scrive in un dialetto parlato a Siracusa nel V sec. a.C. Quindi un dialetto di Siracusa che appartiene alla Doris mitior.
FONOLOGIA
- 1) conservazione di [a:] originario
- 2) a + o,w > a:
- 3) e + o > eu
- 4) agg. pra:tos  (non pro:tos)
- 5) assenza di III AC
- 6) nasalizzazione della laterale davanti a dentale sorda: φίλτατος >  φίντατος
- 7) mantenimento della dentale nelle desinenze verbali -τι  e  -ντι, per esempio λέγοντι

MORFOLOGIA NOMINALE
- 1) τύ <*tu (ion.-att. σύ) al NOM. e all'ACC.
- 2) τεῦς  GEN. sing.
- 3) ἐμίν  DAT. sing.
- 4) μει, ἐμεί  ACC. sing.
- 5) τοί ταί  NOM. plur. masch. e femm. dell'articolo
- 6) τῆνος = ekeinos
- 7) ACCUSATIVI brevi e DATIVI brevi nella decl. dei temi in -a:
- 8) declinazione senza apofonia dei temi in -ι  (πολιος)

MORFOLOGIA VERBALE
- 1) 1 pers. plur. -μες
- 2) 3 pers. sing. impf. vb. essere  ἦς < (*e-h1-es-t)
- 3) Infiniti atematici in -μεν -μειν

Gli infiniti in -μειν sono attestati anche nelle iscrizioni di Gela, derivati dal dialetto rodio / oppure questa forma è frutto di interventi secondari degli editori antichi che, ritenendo -μειν più autentico e più caratteristico del dialetto siracusano, lo scrissero al posto dei -meν non richiesti dal metro.  
- 4) Uso dei futuri dorici che si formano sal suffisso *se anziché *s

LESSICO
- - troviamo forme che hanno corrispondenze precise in lingue come il latino, ma non nel greco
- - πόλτος, polenta, che ha un corrispettivo nel latino puls, pultis
- - ῥογός, rogo, corrisponde al lat. rogus: entrambi indicano un mucchio (mucchio di grano Ep)
- - Λογίνα, che trova corrispondenza nel suffisso latino -ina, usato in lat. per ricavare il femminile di un nome  rex> regina; gallus>gallina.  Λογίνα sarebbe così il femminile di Λογος (= la Discorsa; che è il titolo di una commedia di Epicarmo) ; il greco usa il suffisso -aina

IONISMI
Nel dialetto ionico [w] era scomparso da tempo in tutte le posizioni; forse si deve proprio all'influsso del dialetto ionico, in cui tale [w] era scomparso, i casi di elisione davanti a forme che iniziavano con questo suono.
Parodia di epos e mito, in particolare Odisseo ed Eracle in Epicarmo
LA COMMEDIA ATTICA
Della commedia attica sappiamo molto di più rispetto a quella dorica: non abbiamo a che fare con frammenti tramandati da una tradizione indiretta, ma con commedie tramandateci interamente, per intere dalla tradizione manoscritta medievale.
ARISTOFANE (V sec. a.C. prima commedia Acarnesi, 425 a.C.; ultima commedia Pluto 388)
La lingua delle commedie di Aristofane si basa sul dialetto attico, pur con altri elementi dialettali (ionico, beotico, laconico ...).
Il trimetro giambico è il metro per i dialoghi; i metri lirici per la lingua del coro.
DIALETTO ATTICO
- 1) Caratteristiche fonologiche:

- a:  >  e:
- mancanza di III AC
- "correptio attica"
- assimilazione con  [rr] < [rs]
- eo > o:

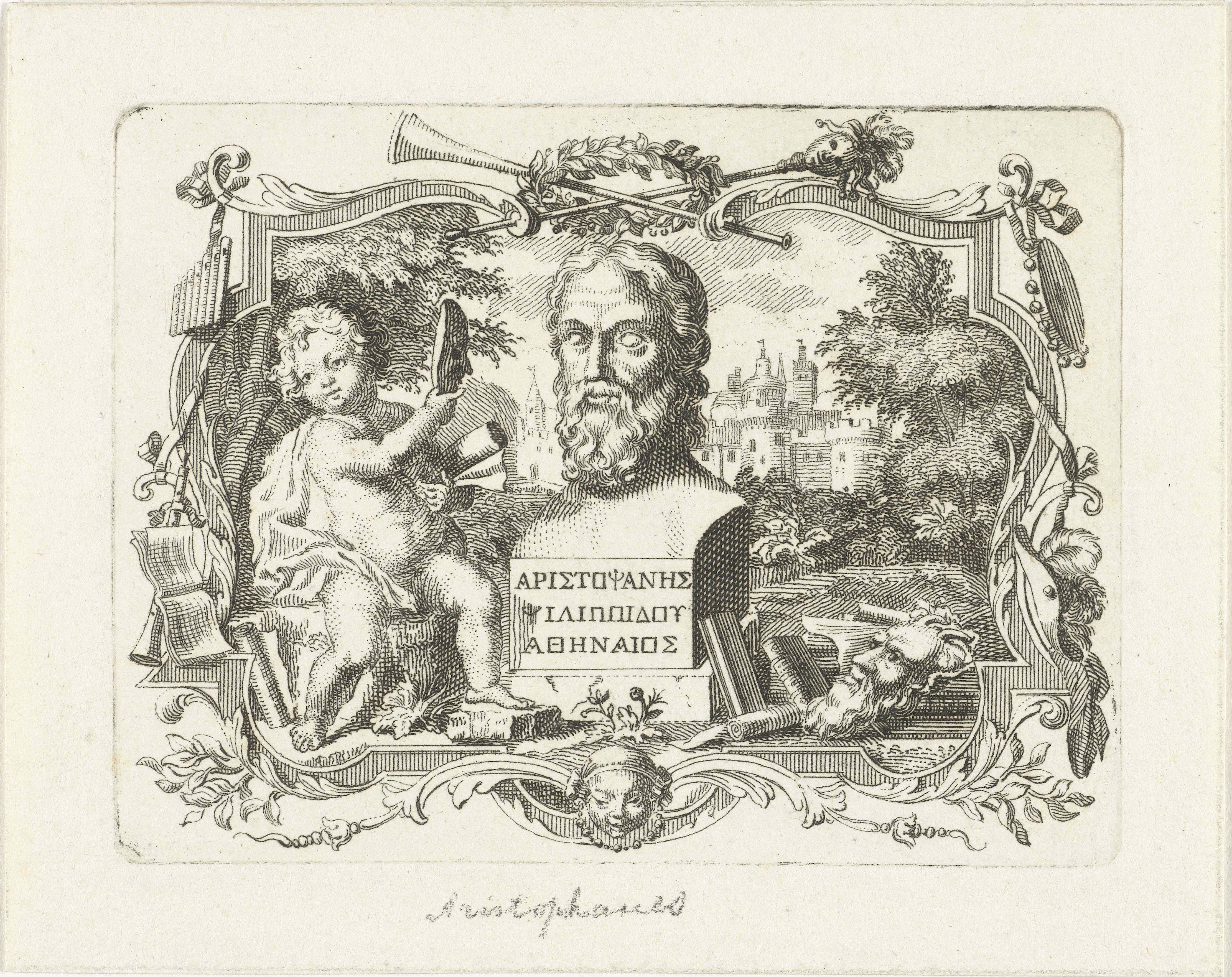
Incisione di Aristofane

- crasi grammaticale (o semantica): ἅνθρωπος invece di ὥνθωπος
- ενς > εἰς
2) Caratteristiche morfologiche

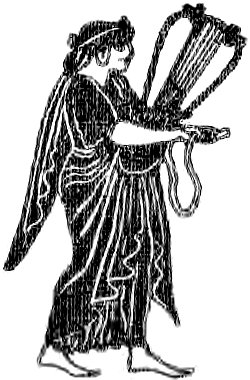
Incisione per le tragedie di Eschilo

- l'innovazione -ου desinenza di gen. sing. dei nomi maschili in  -ας/  -ης
- l'apofonia nella declinazione del tipo πόλις, gen. πόλεως
- i dativi "brevi" -οις  e  -αις
- la des. 2 sing. medio-passiva -ει invece di  -ηι (< -εαι) normalizzata nei manoscritti di A.
- uso del duale nel dialetto attico
Atene del V secolo, momento di gloria per la città, che diviene polo di attrazione per individui d'ogni origine, mercanti, intellettuali, filosofi provenienti da regioni confinanti. Una fetta cospicua della popolazione ateniese era poi costituita da meteci, stranieri residenti.
La Costituzione degli Ateniesi dello Pseudo-Senofonte denuncia come l'uso di dialetti e parlate differenti nella città, dovuto ai forestieri ivi residenti o di passaggio, avesse guastato e contaminato la purezza dell'attico. Questa l'Atene al tempo di Aristofane, la cui commedia si pone a difesa della purezza dell'attico, di quella integrità linguistica minacciata.
I commediografi hanno il compito di "professare atticità" (Willi)
I principali cambiamenti dell'attico (fine V sec.):
- συν in luogo di ξυν
-  -οις  e  -αις   in luogo di   -οισι   e  -ησι / -ασι
- progressiva scomparsa del duale
In ARISTOFANE
- polemica con gli oracoli diffusi nell'Atene del V sec. a.C. e quando parla di oracoli, Aristofane usa l'esametro e usa gli omerismi.
- omerismi :  genitivi in -oio;  dativi in -essi;  dativi in  -ησι;  mancanza della contrazione;
[ss] in luogo di [tt]   (θάλασσα)
- atticismi :  [tt]  (γλῶττα);  forme contratte attiche (peitou); [a:] per [e:]
- parodia tragica
- parodia sofistica: viene parodiato l'abuso di aggettivi in -ikòs riflettenti la moda sofistica dilagante ad Atene in quegli anni del V sec. a.C. Spesso troviamo preso di mira il binomio INTELLETTUALISMO-EFFEMINATEZZA, che rinviano sovente al mondo ionico (Agatone, poeta tragico effeminato)
- dialetto di Megara : conservazione di a: originario e [ss] invece di [tt]
- dialetto beotico
La rappresentazione sulla scena di dialetti non attici forse risponderebbe alle esigenze del realismo comico; questo non significa che gli spettatori ateniesi non apprezzassero la trovata o non percepissero con "fierezza" la diversità del loro dialetto, né che l'ascolto prolungato di dialetti diversi dal proprio non suscitasse il riso.

## Fenomeni nella Commedia nuova e di Menandro
La commedia nuova, fiorita durante l'Ellenismo, esclude i riferimenti alla vita politica contemporanea e si ispira ai temi della famiglia, dell'amore e del denaro. Non vi ha alcun rilievo il coro, limitato a semplici intermezzi musicali tra gli atti. I rappresentanti della commedia nuova sono Filemone, Difilo e soprattutto Menandro.
La commedia di Aristofane era perspicua esemplificazione dell'uso linguistico attico; essa fu preferita a quella di Menandro. E la mancata trasmissione su codici in età medievale delle commedie di M. è da ricollegarsi alla condanna atticista.
Menandro nacque e visse ad Atene, usò dunque il dialetto attico. Ma questo suo dialetto attico non fu lo stesso di Aristofane. Menandro riflette l'evoluzione dell'attico contemporaneo parlato, le sue deviazioni dalla norma attica classica. Mancano le arditezze comiche e oscene della commedia antica, a favore di uno stile più piano e realista.
TRATTI IN LINEA CON LA KOINE'
Fonologia:
- γίνομαι γιvώσκω  per  γίγνομαι γιγνώσκω
- 2 pers. sing. media  scritta  sempre  in -ει
- grafie spesso senza ι  → ποέω  per  ποιέω; κλαω  per  κλαίω
Morfologia
- tendenza alla regolarizzazione analogica γαμέω: ἐγάμησεν  e  non  ἔγημε
- affievolimento della distinzione tra perfetto e aoristo
Lessico e neoformazioni
- aggettivi  in  -ikòs  e  verbi in -izo
- neoformazioni e hapax lessicali e semantici
Sintassi
- περί  si affianca a ὑπέρ per il compl. di argomento
- accus. di relazione → sostituito dal dativo
- θέλω ἵνα + cong. in luogo di θέλω + inf.
Rispetto alla koiné, tratti più arcaici:
- uso del duale, tratto residuale, locale, vernacolare, confinato alla regioni di dialetto attico. Il duale era escluso dalla koiné, eppure lo troviamo in Menandro.
- ottativo → più attestato in Menandro che nella koiné, anche se il suo uso è ridotto a favore del congiuntivo
- aoristo medio → attestato in Menandro

## Fenomeni nell'epica greca
Epica deriva da EPOS, non solo i poemi omerici, ma anche le teogonie, cosmogonie, cataloghi, inni religiosi, poemi filosofici e didascalici; forme di composizione diverse, ma metro comune : ESAMETRO (Aristotele affermò che non c'è nulla in comune tra Omero ed Empedocle, uno poeta epico civile, l'altro poeta epico filosofo, se non il metro dell'esametro dattilico)
In origine l'epica fu composta dagli aedi, poeti-cantori che tramandavano i canti epici di generazione in generazione, celebrando i valori dell'aristocrazia guerriera.  In Omero troviamo due aedi→ Demodoco e Femio.
Modalità d'esecuzione: "recitativo", con accompagnamento di uno strumento a corda, una phòrminx.
Poi avremo i rapsodi, i cucitori di canti, che rieseguivano e ampliavano i canti epici della tradizione aedica, modificandoli in base all'occasione e all'uditorio.
Quindi, l'epica non inizia con Omero, con la fase scritta; ma prima c'è una fase orale, dunque un'epica orale, una tradizione aedica orale. E la lunga tradizione orale sottostante a Omero spiega il carattere composito della lingua omerica → quest'epica aveva viaggiato da  un'area all'altra del mondo greco, raccogliendo vari elementi dialettali;
quindi la lingua omerica è definita panellenica, in quanto raduna in sé elementi dei grandi gruppi dialettali greci; artificiale, raffinata e artistica lingua letteraria, lingua d'arte, risultata dalla secolare tradizione aedica.

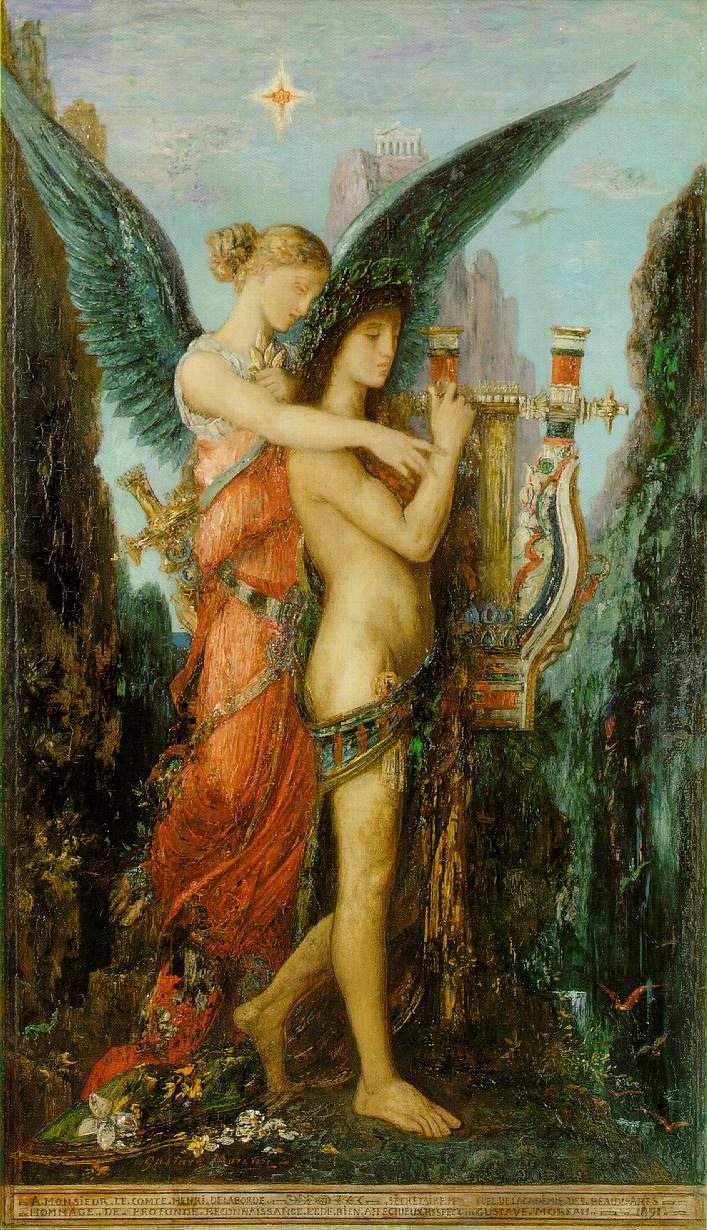
Esiodo e una Musa, di Gustave Moreau (1891).

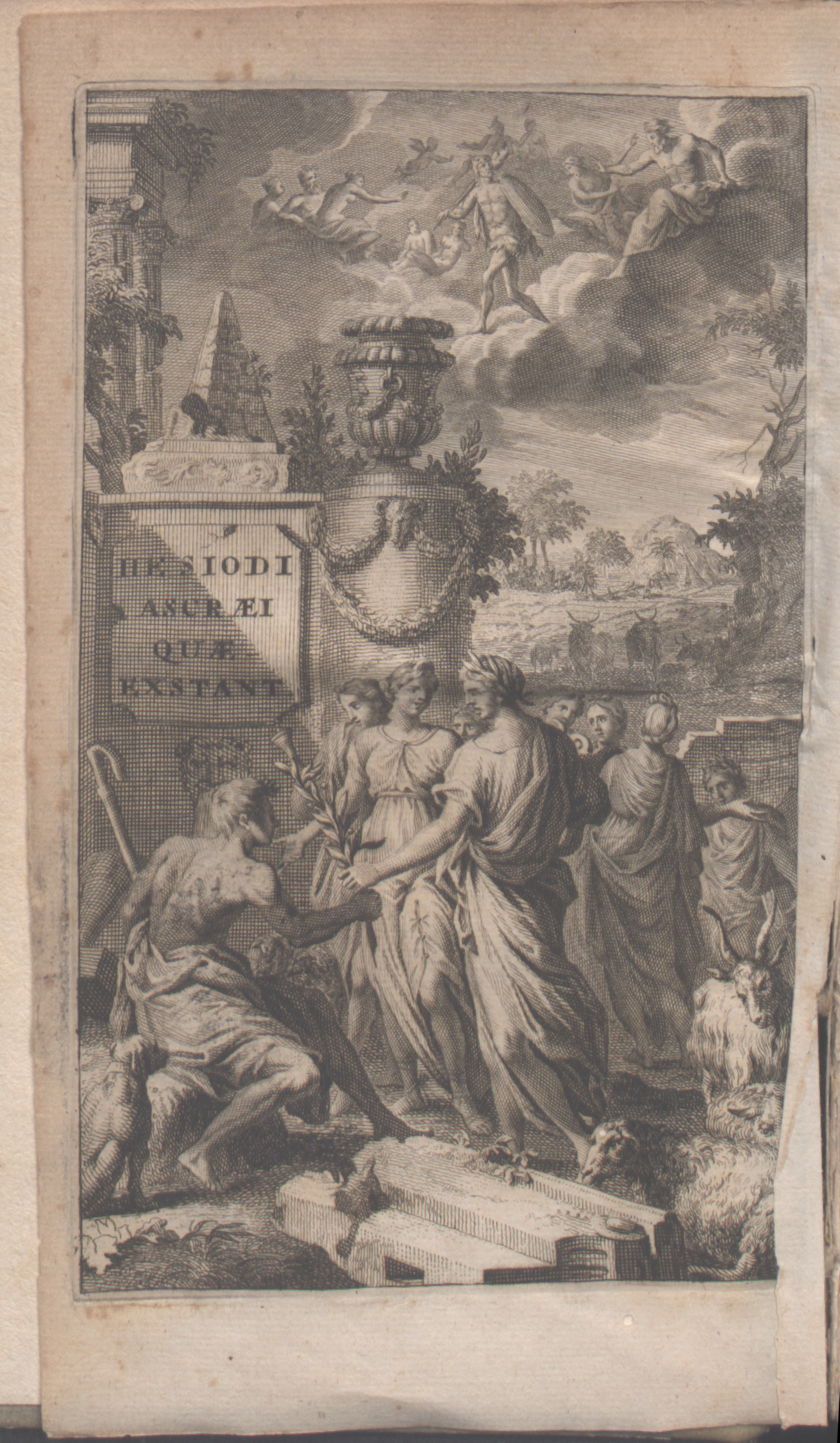
Hesiodi Ascraei quaecumque exstant, 1701

Il carattere artificiale della dizione epica dipende da:
- Esametro: l'origine dell'esametro è ignota. Due ipotesi:
a) Meillet: l'esametro dattilico non deriva dalla versificazione indoeuropea, ma da popolazioni preindoeuropee, egee, forse minoiche. Perché ? Perché l'esametro si basa non sull'isosillabismo (numero fisso di sillabe, come la metrica i.e. ed eolica) ma sull'isocronia: sistema in cui, in posizione determinate una sillaba lunga e due sillabe brevi sono intercambiambili.
b) West, Berg (più recentemente): l'esametro dattilico deriva dalla versificazione i.e. Il carattere isosillabico, fisso, rigido si riscontrerebbe nelle clausole, nelle parti finali del verso omerico. E le formule omeriche corrisponderebbero a espressioni vediche. E i versi vedici derivano dall'indeuropeo
- Sistema formulare: La formula è la cellula costitutiva della dizione epica; si tratta di espressioni preconfezionate, predefinite, poste nelle medesime condizioni metriche, imparate a memoria dagli aedi omerici. (M.Parry 1928). Parry ha notato analogie tra epica omerica ed epica slava: in particolare la memorizzazione di espressioni attraverso le formule, senza contare su un supporto scritto; infatti parliamo di oralità, tradizione aedica orale. Poi abbiamo i gruppi nome-epiteto, collocati in punti precisi del verso..  (dìos Odysseus, il divino Odisseo)
1) C'è un problema della carenza di fonti scritte. Disponiamo di poche fonti scritte per analizzare la lingua omerica; a parte le tavolette micenee in LINEARE B dal II millennio (un dialetto molto povero, come è tipico delle lingue amministrative) e le iscrizioni alfabetiche a partire dall'VIII sec. a.C.
2) C'è difficoltà nel definire i dialetti coinvolti nelle fasi pre-omeriche per via delle migrazioni di popoli che hanno sopraffatto alcuni dialetti e per via della mancanza di fonti scritte.
TEORIE
- Aristarco identifica nella lingua omerica una forma arcaica di ionico, parlata in Attica prima della migrazione ionica in Asia minore.
- Ritschl spiega la formazione della lingua omerica in tre fasi: ci fu una prima fase acheo-eolica nel Peloponneso (in cui la tradizione epica prese avvio), poi una fase eolica in Asia minore (in cui avvenne l'elaborazione dei poemi omerici) e infine una fase ionica sempre in Asia minore (in cui i poemi sarebbero stati ampliati e tradotti in ionico).
- Nell'800: si riteneva che i poemi omerici fossero stati composti originariamente in eolico per poi essere tradotti in ionico.
-Nel '900: la tesi della sopravvalutazione dell'eolica fu smentita dalla rilevazione di elementi ionici irrudicibi e originari, non retrotraducibili in uno stadio linguistico più antico senza alterare la metrica.
Ci fu l'ipotesi del "fondo acheo" (Meillet e altri): "acheo" si intendono i dialetti parlati nel Peloponneso prima della migrazione dorica. Tesi, questa del fondo acheo, rafforzata dalla scoperta e decifrazione nel 1953 di tavolette micenee in Lineare B, che indusse gli studiosi a teorizzare un'origine achea della tradizione epica omerica.
- Di qui l'ipotesi Porzig-Risch circa la connessione della lingua omerica all'acheo-miceneo e al "greco del Sud", comprendente appunto il miceneo e l'arcado-cipriota, ma non l'eolico ("greco del Nord"), che fu escluso dalla gestazione dell'epica omerica.
In realtà, l'eolico è ineliminabile dalla lingua omerica:
- è attestato il contatto territoriale tra Achei ed Eoli, di cui è traccia linguistica l'esito della sonante r > ro,or; migrazioni eoliche in territori micenei
- le forme eoliche in -essi dei dativi plur. della decl. atematica → in Omero abbiamo sia àndressi che andràsi (dativo plurale di anèr, ossia "uomo")
- in Omero troviamo ἔμ.μεν (-μεν di origine tessalica); ἔμ.μεναι  (-μεναι dell'eolico d'Asia);  εἶ.ναι (-ναι dell'acheo e ionico)
- ζα-  per   δια-
- qualche baritonesi e psilosi
- ke/ken  per  an
- πάρ, κάτ, ἄν, che in realtà non sono esclusive dell'eolico, ma anche dorico
- alcuni nuclei narrativi dell'Iliade: contesa tra l'eroe eolico Achille e il re acheo Agamennone; riferimenti alla Tessaglia, a Iolco (riferimenti omerici alla guerra tra Centuari e Lapiti in Tessaglia etc...)
Oggi, la ricerca archeologica dice che i poemi omerici risalgano alla fase finale dell'età del bronzo, prima della Lineare B.  Tratti linguistici anteriori al miceneo della  Lineare B:
- la tmesi, la separazione della preposizione dal verbo, è assente nelle tavolette micenee, quindi risale a tempo prima
- il trattamento delle liquide sonanti: alcuni nomi non hanno evoluto la liquida sonante (come la r), altrimenti non sarebbero rientrati nello schema esametrico; quindi il mancato sviluppo di una vocale d'appoggio è un tratto pre-miceneo (nelle tavolette è attestato lo sviluppo della sonante)
A) Quindi non dovremmo parlare di acheismi, ma più generalmente arcaismi.
A1) Inoltre, constatare che in Omero una parola esiste già in miceneo (Fanax - wa-na-ka, con digamma iniziale) non significa necessariamente che quella parola fosse esclusiva del miceneo e non si trovasse in altri dialetti; per esempio, ptolis è presente in miceneo, che in eolico.
A) I principali arcaismi omerici:
- Conservazione di forme non contratte (faos per fws)
- conservazione di [w] (<F>) ossia digamma, in tutte le posizioni
- il suffisso fi, (in miceneo -pi, desinenza strumentale)
- patronimici in -ios
- assenza dell'aumento (lege per elege)
- assenza dell'articolo (l'articolo manca in miceneo)
Omero e il dialetto ionico
L'ultima fase creativa di Omero si sarebbe avuta nella Ionia d'Asia.
L'aspetto ionico del testo omerico è indiscusso. Quale ionico ? Ionico orientale e insulare:
- esito *r > ar/ra
- *kwo > [po]   πως in luogo κως
- conservazione di [rs] intervocalico: θαρσος (att. θαρρος)

West: ultima fase creativa dei poemi omerici: euboica  
- scoperta archeologica di Lefkandi
- l'Odissea come poema euboico → la geografia odissiaca replica il percorso degli Eubei nell'Occidente coloniale; il ruolo chiave degli Eubei in Occidente, Pitecusa (Ischia), la più antica colonia greca (euboica) in Italia.
- no correptio attica di muta cum liquida
- presenza di notevoli aspirazioni iniziali vs psilosi eolica e ionica d'Asia
IL SUONO [w] digamma
Questo suono sparì presto in ionico, normalizzandosi con l'alfabeto greco ateniese. In ordine :
- [w] intervocalico
- [w] postconsonantico
- [w] iniziale
La presenza di un antico [w] è indicata dalla metrica:
- πρῶτος (Ϝ)ἴδεν   - - υυ      
[w] iniziale di parola "fa posizione", "chiude" la sillaba precedente;
- [w] impedisce lo iato in vari contrasti metrici
Spesso gli aedi dissimulavano la presenza del [w] con una serie di accorgimenti, ad es. rimpiazzandolo con un -v efelcistico...
LA METATESI DI QUANTITA'
- tipica dello i-a., di alcuni gen.sing. dei temi masch. in a lungo.

Ατρείδαο >  Ατρείδεω (in ionico è avvenuta questa trasformazione, con implicazioni sul piano prosodico e cioè in Ατρείδαο prosodia bisillabica - U;  in Ατρείδεω c'è sinizesi, 1 sillaba).
Quindi il testo omerico attesta genitivi sing. e plur. come Ατρείδαο  e pollawn  contro  Ατρείδεω e pollewn, che hanno una sillaba in meno rispetto alle forme antiche.
LA DISTENSIONE o DISTRAZIONE OMERICA (διέκτεσις)
Ripetizione di vocali di timbro uguale, il contrario della contrazione.
Il -v  efelcistico
Spesso il -v impediva gli iati creatisi dopo la perdita di [w] in ionico.
Spesso il -v è legato ad esigenze metriche.
La desinenza -σαν
questa desinenza di 3 persona plur. è un'innovazione che l'attico ha realizzato sul modello della 3 pers.plur. dell'aoristo sigm. (ελυσαν), in sostituzione della desinenza ereditata -v < *-nt.
In Omero -v < *-nt è attestato, ma troviamo anche la forma -σαν
εφα.ν / φα.σαν
LA FISSAZIONE DEI POEMI OMERICI TRA ORALITÀ E SCRITTURA
Il nostro testo di Omero sembra dipendere da una sola redazione autorevole.
Non sappiamo se i poemi omerici si fissarono oralmente o per iscritto. Ci sono due ipotesi:
- esistenza nell'VIII-VII sec. di un testo scritto dei poemi come frutto della dettatura di un poeta o di un cantore (Omero o chi per lui).
- fissazione orale del testo in età arcaica e nel VI sec. la redazione scritta

### L'alfabeto in Grecia prima della trascrizione dei poemi omerici
L'alfebeto ionico: l'ultima stagione creativa dell'epica si svolse in Ionia d'Asia.
Dal VI secolo si registra la penetrazione del dialetto attico nel testo omerico:
- le recitazioni epiche di Omero lo esponevano alla penetrazione attica (anche)
- dal VI sec. Atene, con a capo del governo Pisistrato, assume un ruolo chiave nella fissazione e trasmissione del testo omerico, tanto più se è vera la "recensio pisistratea", cioè la redazione di un'edizione omerica per volere di Pisistrato (che fece riunire i canti omerici prima "dispersi"); secondo altre fonti, il figlio Ipparco introdusse per primo ad Atene i poemi omerici nell'ambito delle feste Panatenee.
- il testo omerico non subì una totale atticizzazione, ma comunque ci fu l'introduzione di atticismi, tra cui le aspirazioni iniziali e qualche contrazione.
Lo sviluppo della tradizione omerica si lascia suddividere in due momenti: il primo sul continente in epoca micenea e submicenea, il secondo sulle coste dell'Asia minore dopo le migrazioni dalla madrepatria.